# 1. Juni
Der 1. Juni ist der 152. Tag des gregorianischen Kalenders (der 153. in Schaltjahren), somit verbleiben noch 213 Tage bis zum Jahresende.

## Ereignisse

### Politik und Weltgeschehen
- 0081 v. Chr.: Der römische Diktator Sulla beendet seinen Rachefeldzug und schließt die Todeslisten (Proskriptionen), denen 4700 Bürger, darunter mindestens 40 Senatoren, zum Opfer gefallen sind.

1215: Dschingis Khan

- 1215: Die Belagerung von Peking endet mit der Einnahme der Stadt durch die Mongolen unter Dschingis Khan. Der chinesische Herrscher der Jin-Dynastie, Xuānzōng, kann rechtzeitig vor der Einnahme der Stadt nach Kaifeng ausweichen.
- 1283: Im Vertrag von Rheinfelden muss der minderjährige Habsburger Rudolf II. zu Gunsten seines älteren Bruders Albrecht I. auf Österreich und die Steiermark verzichten. Das Ausbleiben der vereinbarten Entschädigung gibt den Ausschlag für die Ermordung Albrechts durch Rudolfs Sohn Johann im Jahr 1308.

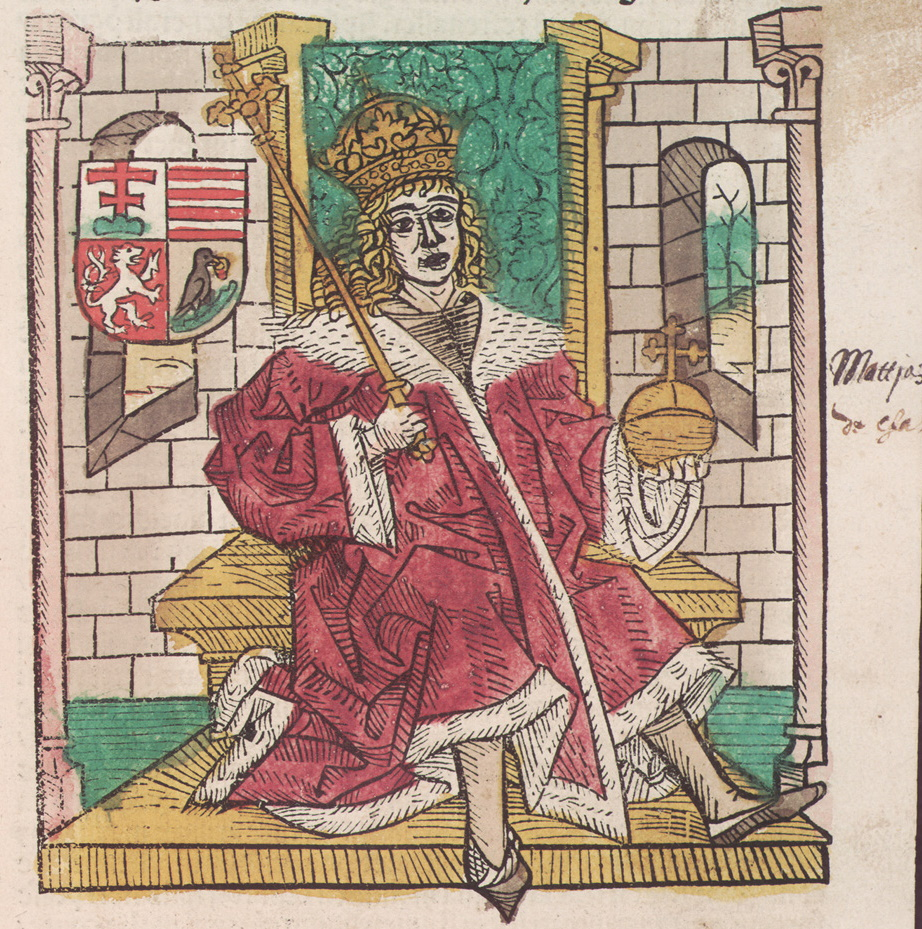
1485: Matthias Corvinus

- 1485: Der ungarische König Matthias Corvinus zieht nach rund viermonatiger Belagerung in die Stadt Wien ein, wo er bis zu seinem Tod im Jahr 1490 oft residiert.
- 1500: Alexander VI. erlässt die Bulle Quamvis ad amplianda, die zum Kreuzzug gegen das Osmanische Reich ruft.

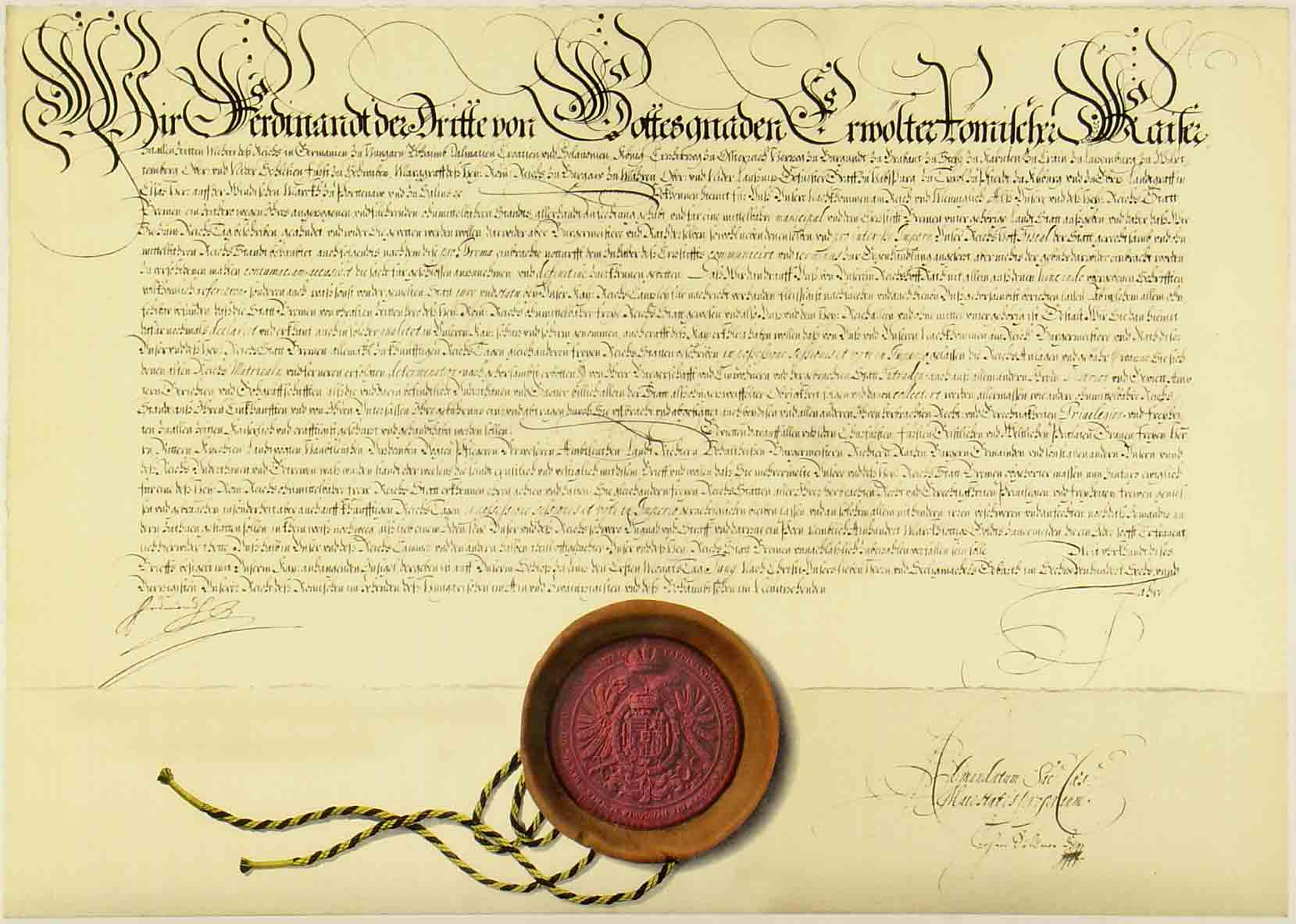
1646: Linzer Diplom

- 1646: Mit dem Linzer Diplom bestätigt und besiegelt Kaiser Ferdinand III. die Reichsunmittelbarkeit der Stadt Bremen.
- 1670: Frankreich und England schließen den geheimen Vertrag von Dover, in dem König Karl II. von England verspricht, sich zum katholischen Glauben zu bekennen, und sich mit König Ludwig XIV. von Frankreich gegen die Republik der Sieben Vereinigten Provinzen verbündet. Der Vertrag führt zwei Jahre später zum Holländischen Krieg.
- 1697: Sachsens Herrscher August der Starke tritt zum katholischen Glauben über, um die polnische Krone zu erlangen.
- 1774: Als englische Reaktion auf die Boston Tea Party tritt die in den Intolerable Acts verfügte Sperre des Hafens von Boston in Kraft.
- 1792: Kentucky wird 15. Bundesstaat der USA und Isaac Shelby, ein Held des Unabhängigkeitskrieges, zum ersten Gouverneur des Commonwealth.
- 1794: In Preußen tritt das Allgemeine Landrecht in Kraft. Damit wird erstmals versucht, die gesamte Rechtsordnung in ein einziges Gesetzeswerk zu fassen.

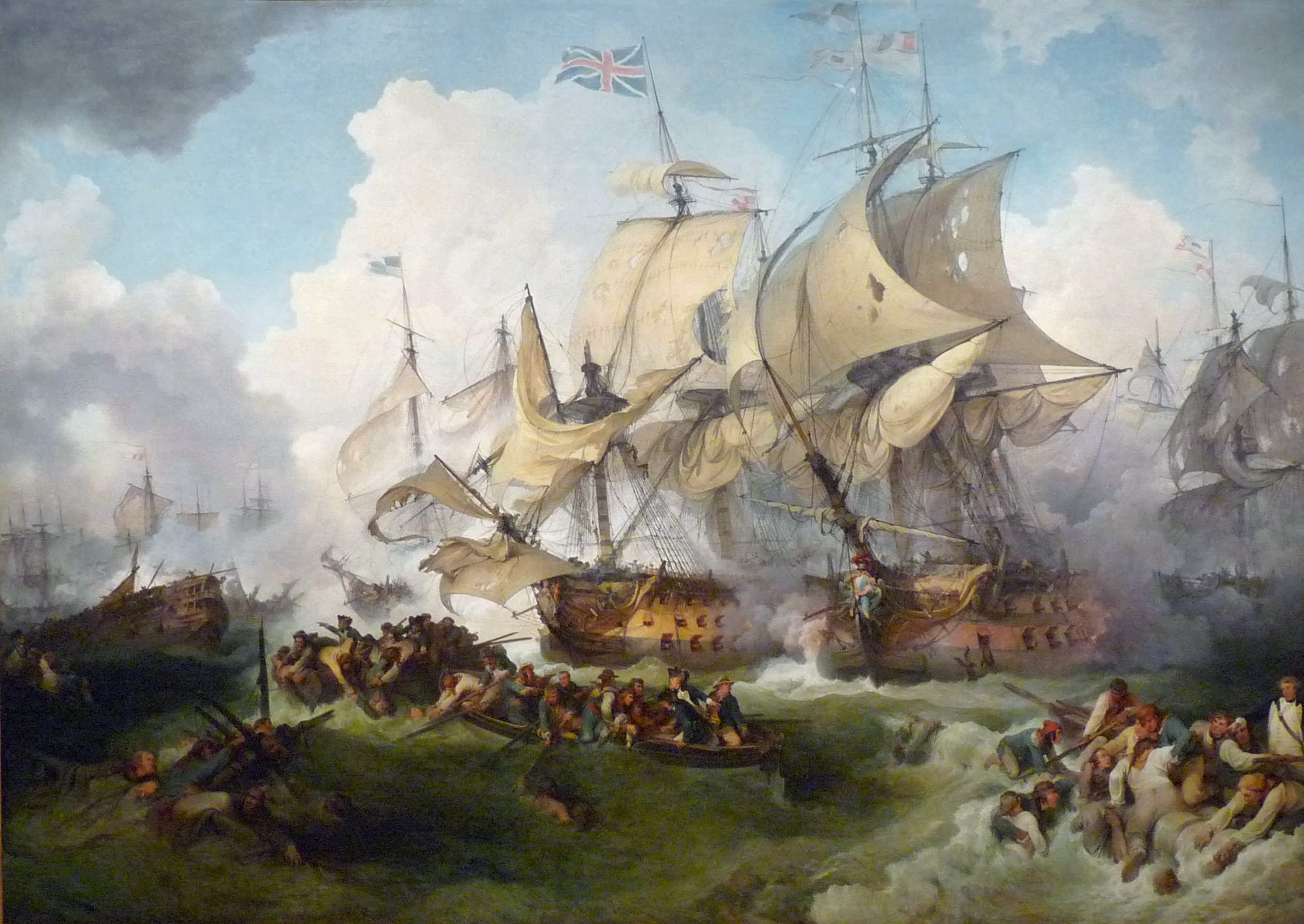
1794: Seeschlacht am 13. Prairial

- 1794: Am „Glorreichen 1. Juni“ bringen die Briten in der Seeschlacht am 13. Prairial der französischen Revolutionsflotte eine Niederlage rund 400 Seemeilen vor Frankreichs Küste bei.
- 1796: Tennessee wird der 16. US-Bundesstaat.
- 1811: Ein kaiserliches Gesetz schafft in Österreich ein ab Jahresbeginn 1812 gültiges Allgemeines bürgerliches Gesetzbuch.

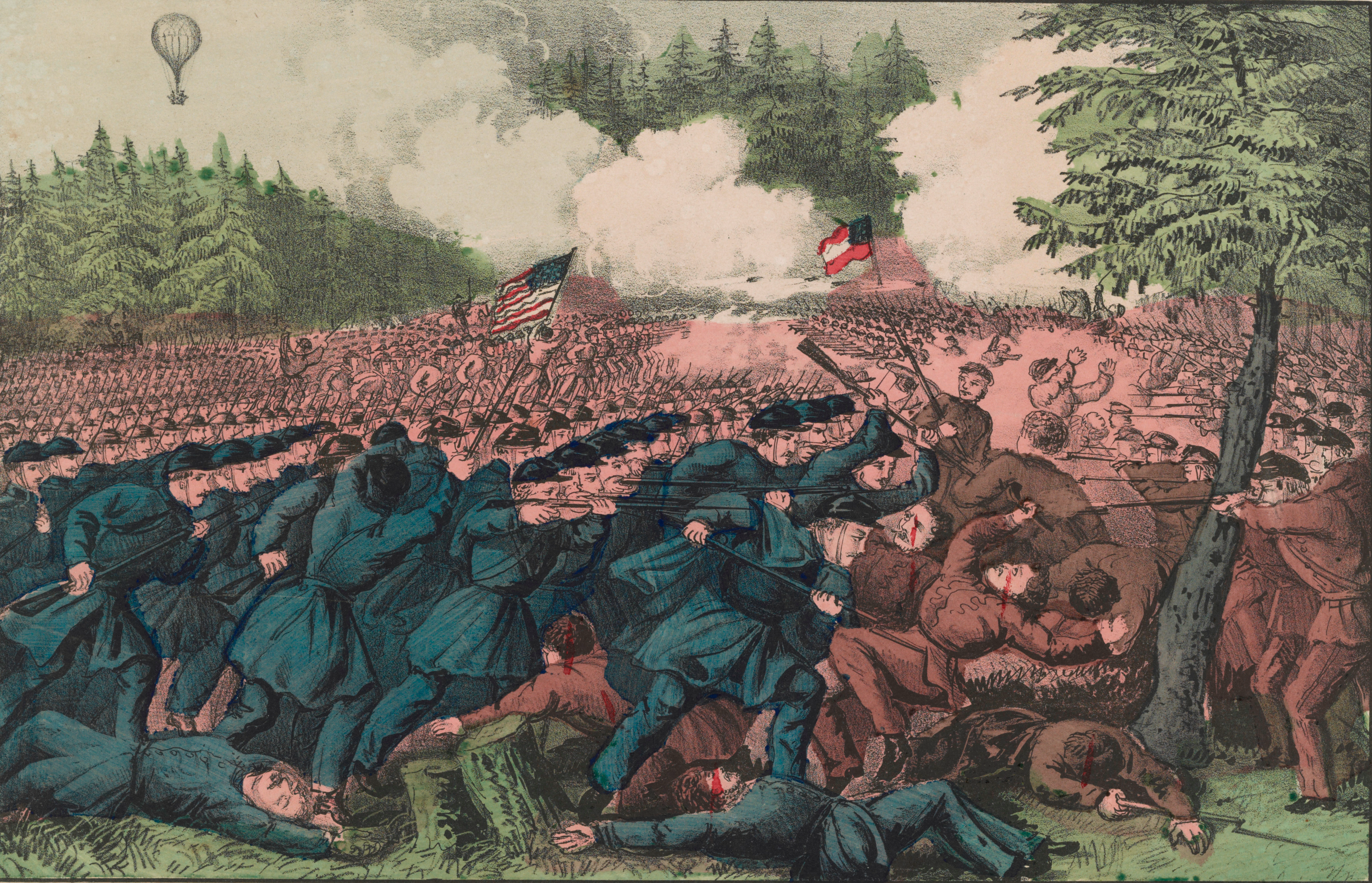
1862: Schlacht von Seven Pines

- 1862: Der seit dem Vortag geführte Angriff konföderierter Truppen in der Schlacht von Seven Pines auf Stellungen der Potomac-Armee der Nordstaaten endet unentschieden. Die Nord-Virginia-Armee bricht ihren Kampf ab. Daraufhin übernimmt General Robert Edward Lee den Oberbefehl über die Südstaatentruppen.
- 1879: In Südafrika wird der freiwillig auf britischer Seite am Zulukrieg teilnehmende Napoléon Eugène Louis Bonaparte, einziger Sohn des französischen Kaisers Napoleon III., von Zulukriegern bei der Flucht zu Fuß überwältigt und durch Assegai-Stiche getötet.
- 1918: An der Westfront treffen amerikanische und deutsche Truppen in der Schlacht im Wald von Belleau aufeinander.
- 1924: Auf den österreichischen Bundeskanzler und Prälaten Ignaz Seipel wird ein Attentat verübt. Die Schüsse Karl Jaworeks am Wiener Südbahnhof verletzen den Politiker. Der Vorfall bewirkt seinen Rücktritt vom Amt.
- 1926: Die polnische Nationalversammlung trifft zum fünften Mal in ihrer Geschichte zusammen und wählt im zweiten Wahlgang den Chemiker und Verfahrensingenieur Ignacy Mościcki zum Präsidenten der Republik Polen als Nachfolger von Stanisław Wojciechowski.
- 1926: Mit dem Ziel der politischen Beeinflussung der deutsch-türkischen Beziehungen erfolgt in Konstantinopel mit Unterstützung des Auswärtigen Amts die Gründung der Tageszeitung Türkische Post.

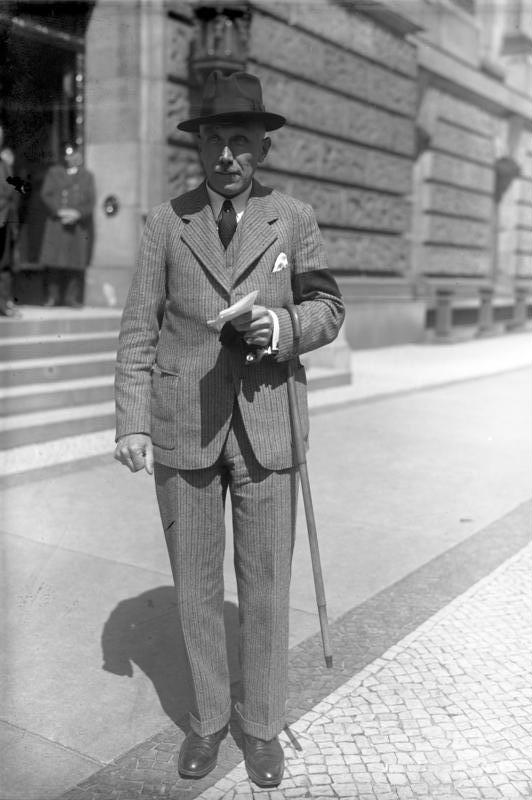
1932: Franz von Papen

- 1932: Franz von Papen wird auf Betreiben seines alten Freundes Kurt von Schleicher durch Reichspräsident Paul von Hindenburg als Nachfolger von Heinrich Brüning zum Reichskanzler des Deutschen Reichs ernannt.
- 1935: Die Führerschule der Deutschen Ärzteschaft wird eröffnet. Die bis 1943 bestehende Einrichtung des Nationalsozialistischen Deutschen Ärztebundes (NSDÄB) im Dorf Alt Rehse bei Neubrandenburg dient der „weltanschaulichen Schulung“ von Ärzten, Apothekern sowie Hebammen während der Zeit des Nationalsozialismus.
- 1941: Mit der Kapitulation der letzten britischen Garnison in Sfakia endet die Eroberung Kretas durch die Wehrmacht.
- 1949: Der frühere indische Fürstenstaat Bhopal wird neuer Bundesstaat Indiens.
- 1958: General Charles de Gaulle wird in der Vierten Französischen Republik Regierungschef.
- 1962: In der Sowjetunion kommt es zu schweren Arbeiterunruhen, dem Aufstand in Nowotscherkassk.
- 1964: In Ostjerusalem endet die Gründungssitzung des Palästinensischen Nationalrats, auf der die Palästinensische Befreiungsorganisation (PLO) gegründet und eine Palästinensische Nationalcharta verabschiedet worden ist.
- 1972: Andreas Baader und andere Mitglieder der RAF werden in Frankfurt am Main nach einer Schießerei verhaftet.
- 1973: Die Militärregierung proklamiert in Griechenland die Republik. Georgios Papadopoulos wird erster Staatspräsident.
- 1974: Die DDR nimmt diplomatische Beziehungen zur Türkei auf. Botschafter Norbert Jaeschke tritt am 3. Oktober sein Amt an.
- 1975: In Berlin-Dahlem wird die Patriotische Union Kurdistans (PUK) (auf kurdisch YNK: Yeketiya Nistimaniya Kurdistane) gegründet.
- 1977: Der Vertrag über die Gründung des Europäischen Rechnungshofes tritt in Kraft.
- 1979: Die neunzig Jahre der Herrschaft der weißen Minderheit enden im früheren Rhodesien, jetzt Simbabwe.

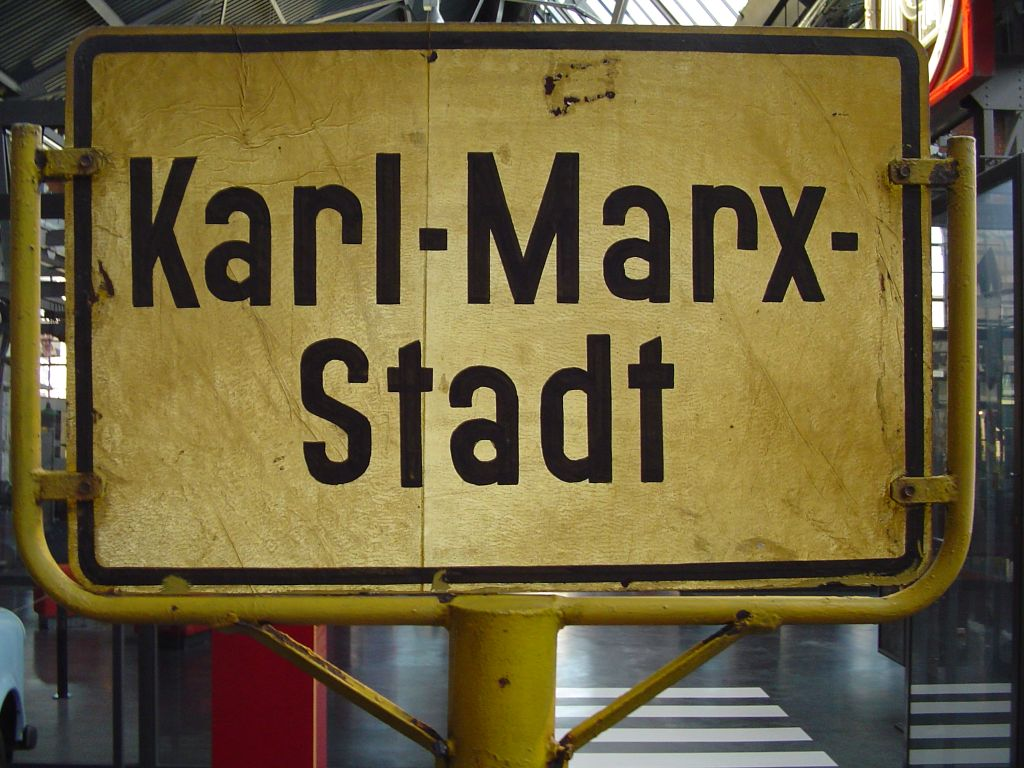
1990: Ortsschild Karl-Marx-Stadt

- 1990: Karl-Marx-Stadt wird in Chemnitz rückbenannt, nachdem in einer Befragung 76 Prozent der Bürger für den alten Namen gestimmt haben.
- 1990: Generalsekretär Michail Gorbatschow und US-Präsident George H. W. Bush vereinbaren bei Gesprächen im Weißen Haus, im Rahmen des Staatsbesuches von Gorbatschow in den USA, dass das wiedervereinigte Deutschland seine Bündniszugehörigkeit selbst wählen darf.
- 2001: In Nepal werden König Birendra und fast dessen ganze Familie bei einem gemeinsamen Essen getötet. Als Attentäter gilt Birendras Sohn Dipendra, der wenige Tage später seinen mutmaßlich selbst beigefügten Verletzungen erliegt.
- 2004: Im Irak nominiert der Übergangsrat den künftigen Staatspräsidenten Ghazi al-Yawar. Der designierte Ministerpräsident Iyad Allawi stellt die 26 Mitglieder seines Kabinetts vor, dem die USA am 30. Juni die Macht übergeben werden.
- 2005: Die Wähler der Niederlande lehnen in einem konsultativen Referendum den EU-Verfassungsentwurf (wie bereits Frankreich am 29. Mai) mehrheitlich ab.

### Wirtschaft
- 1806: In Preußen wird Papiergeld, so genannte Tresorscheine, ausgegeben.
- 1816: Die Oesterreichische Nationalbank wird gegründet.
- 1848: Die von Karl Marx in Köln gegründete Neue Rheinische Zeitung erscheint mit ihrer ersten Ausgabe.
- 1850: Im Kaisertum Österreich werden die ersten Briefmarken herausgegeben.

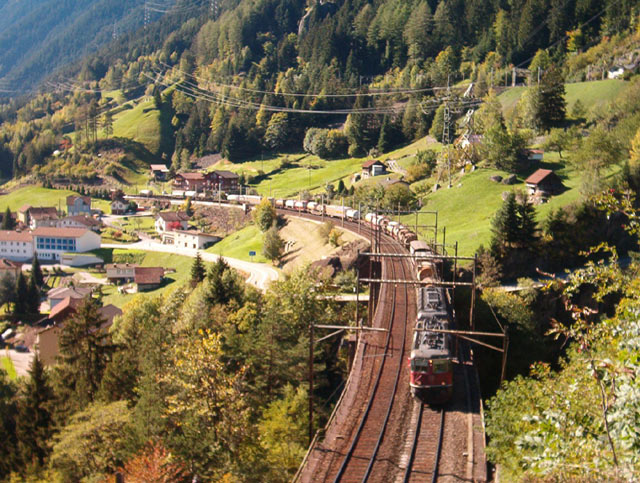
1882: Gotthardtunnel, Nordrampe

- 1878: An der am 15. Mai gegründeten Tokioter Börse wird mit dem Handel begonnen. Die Börse in Tokio ist heute die einzige Börse Japans und die zweitgrößte der Welt.
- 1882: Die Gotthardbahn verkehrt nunmehr fahrplanmäßig durch den neuen Gotthardtunnel.
- 1906: Das erste schweizerische Postauto nimmt seinen Betrieb auf.

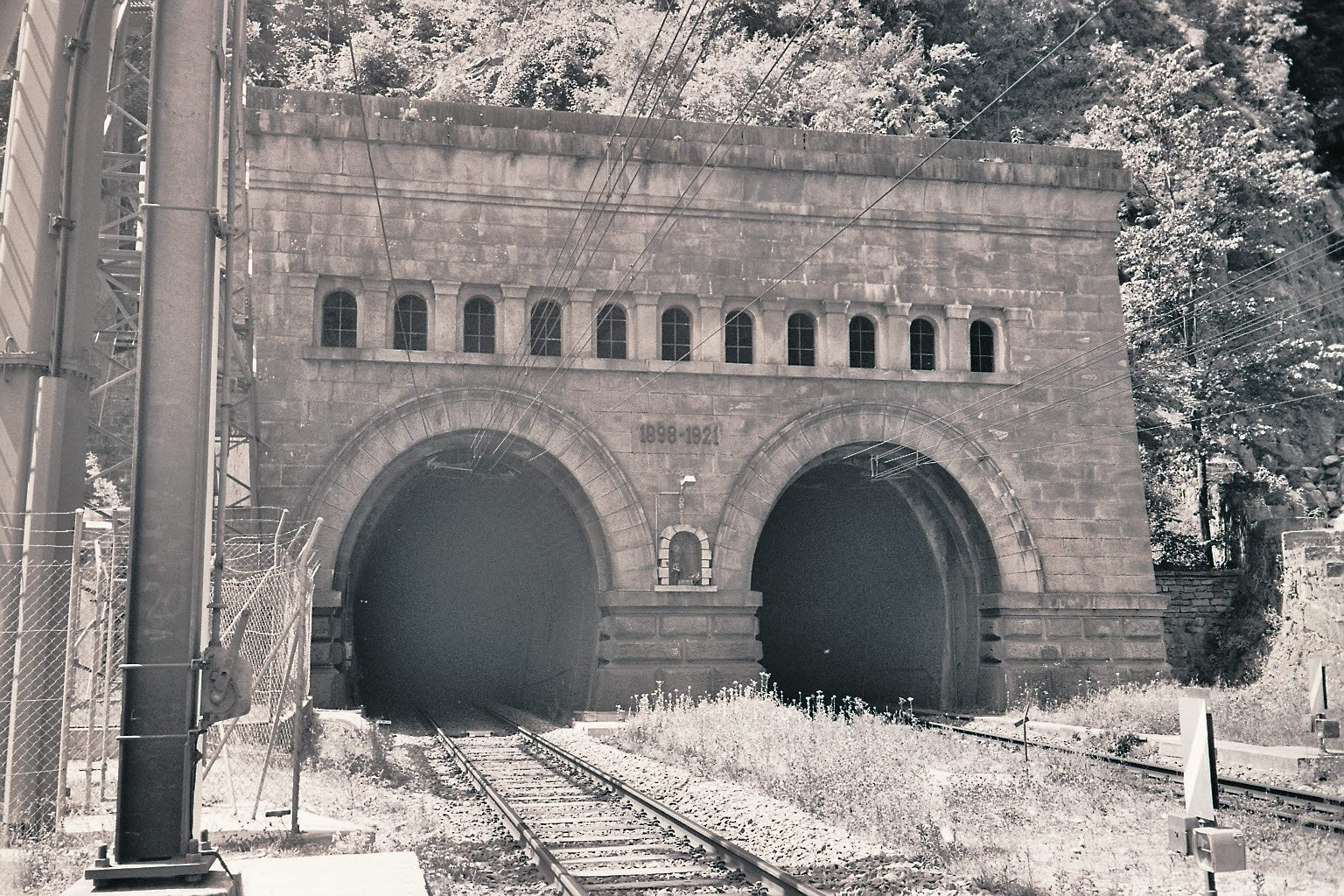
1906: Simplontunnel, Südportal

- 1906: Die Eisenbahnstrecke zwischen dem schweizerischen Brig und dem italienischen Iselle di Trasquera durch den fast 20 km langen Simplontunnel wird in Betrieb genommen.
- 1930: Das deutsche Zündwarenmonopol wird eingeführt.
- 1945: Fritz Sennheiser gründet das deutsche Audiotechnik-Unternehmen Sennheiser unter dem Namen Laboratorium Wennebostel.
- 1957: Das japanische Elektronik-Unternehmen Casio wird gegründet. Bekannt wird es vor allem durch seine populären Digital-Armbanduhren.
- 1961: Die ARD beginnt mit der Ausstrahlung eines zweiten deutschen Fernsehprogramms. Mit dem Sendebetrieb des ZDF gehen ihr aber die Frequenzen dieser Senderkette im Jahr 1963 verloren.
- 1961: Die Schering AG bringt die Pille in Deutschland auf den Markt.
- 1980: In Atlanta, Georgia, nimmt mit Ted Turners Cable News Network CNN der erste reine Nachrichtensender seinen Betrieb auf.
- 1998: Die Europäische Zentralbank wird als Rechtsnachfolgerin des Europäischen Währungsinstituts gegründet. Unter ihrem Präsidenten Wim Duisenberg bereitet sie die dritte und letzte Stufe der Europäischen Währungsunion, die Einführung des Euro als Gemeinschaftswährung, vor.

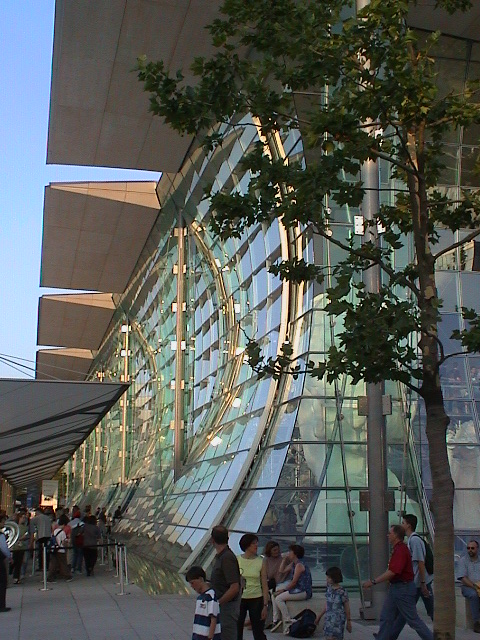
Der deutsche Pavillon auf der Expo 2000

- 2000: In Hannover beginnt mit der Expo 2000 die erste Weltausstellung in Deutschland.
- 2009: In den Vereinigten Staaten meldet die General Motors Corporation ihre Zahlungsunfähigkeit gemäß Chapter 11 des US-Insolvenzrechts an. Nach 40 Tagen wird der bankrotte Konzern notverstaatlicht.
- 2012: Thomas Enders löst Louis Gallois als neuen CEO beim europäischen Luft- und Raumfahrtkonzern EADS ab.
- 2012: Die Gläubiger der insolventen Drogeriemarktkette Schlecker entscheiden sich für die Abwicklung des Unternehmens, wodurch voraussichtlich mehr als 13.000 Beschäftigte ihren Arbeitsplatz verlieren.
- 2016: Der Gotthard-Basistunnel wird eröffnet.

### Wissenschaft und Technik
- 1479: Die Universität Kopenhagen wird von König Christian I. errichtet.
- 1831: James Clark Ross entdeckt den magnetischen Nordpol auf einer Forschungsfahrt nahe Kap Adelaide bei der Boothia-Halbinsel in Kanada.

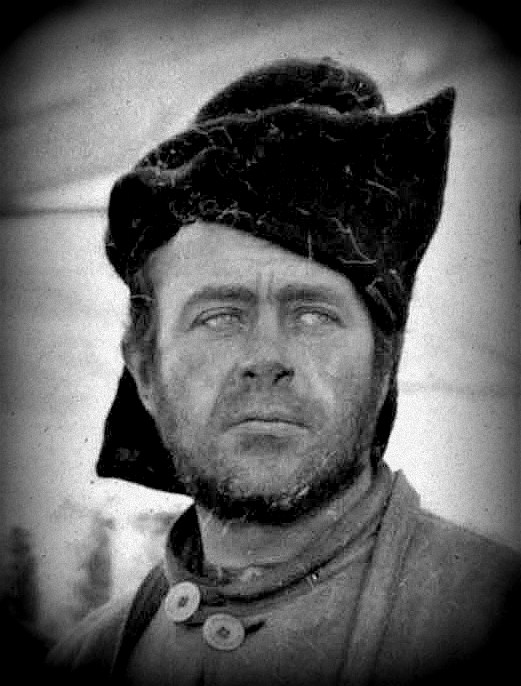
1910: Robert Falcon Scott

- 1910: Robert Falcon Scotts Terra-Nova-Expedition verlässt London mit dem Ziel, den Südpol erstmals zu erreichen.

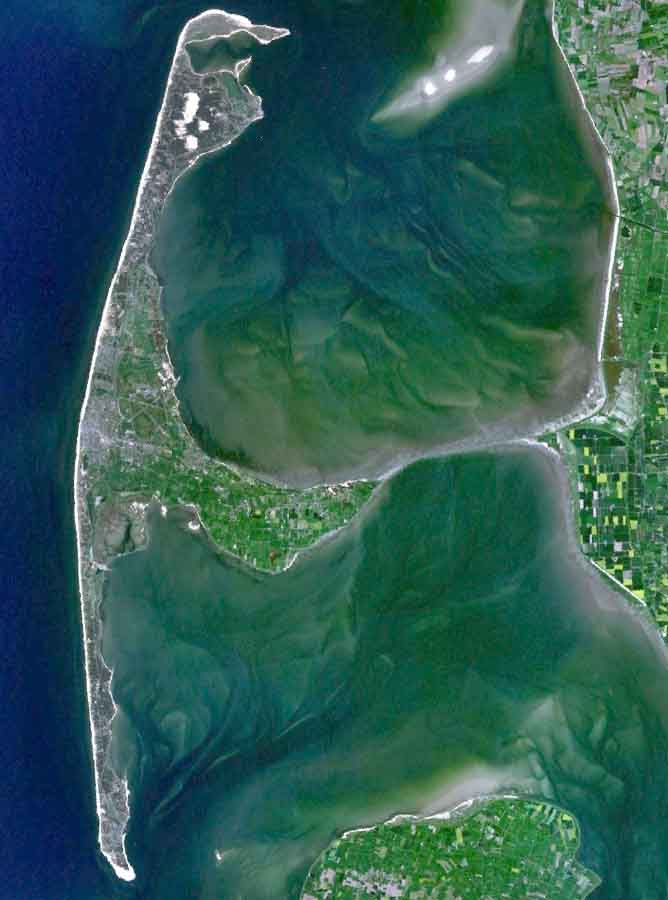
1927: Sylt mit Hindenburgdamm

- 1927: Der Hindenburgdamm, der die Insel Sylt mit dem Festland verbindet, wird eröffnet.
- 1980: Der Videotext von ARD und ZDF wird in Deutschland gestartet.
- 2000: Der französische Unterwasserarchäologe Franck Goddio entdeckt im Mittelmeer vor der Küste Ägyptens die Reste der versunkenen Stadt Herakleion.
- 2003: Schließung des Drei-Schluchten-Staudamms am Jangtsekiang.
- 2009: Start der Suchmaschine Bing von Microsoft.
- 2018: Die vom Greifswalder Universitätssenat beschlossene Namensänderung von Ernst-Moritz-Arndt-Universität Greifswald zu Universität Greifswald wird rechtswirksam.

### Kultur

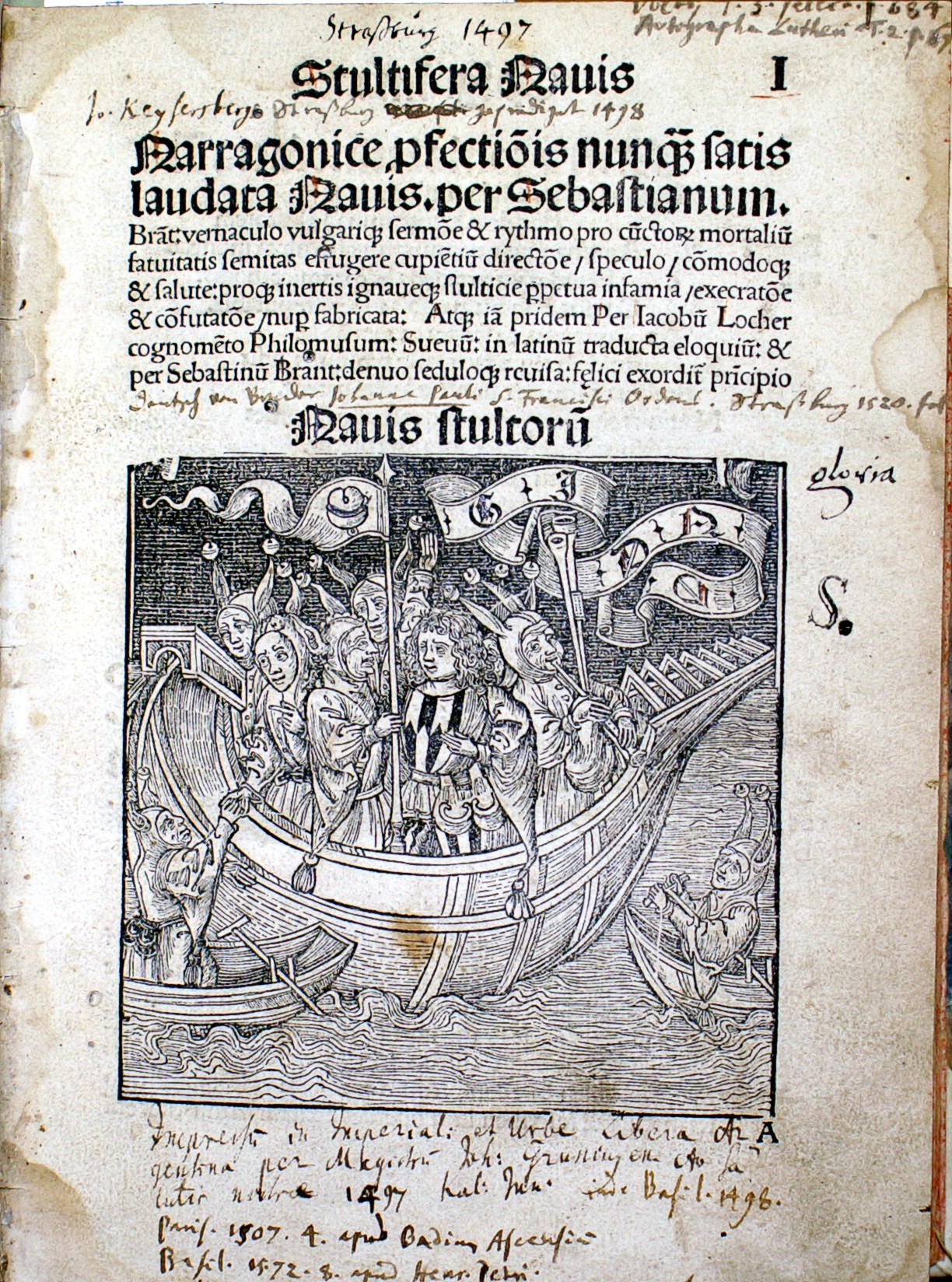
1497: Stultifera Navis

- 1497: Sebastian Brants 1494 entstandenes Narrenschiff erscheint in der lateinischen Übersetzung Stultifera Navis seines Schülers Jakob Locher in Straßburg, gedruckt von Hans Grüninger. Diese Ausgabe verbreitet sich schnell über die Landesgrenzen hinweg und macht Brants Werk zu einem internationalen Erfolg.
- 1966: Bei einer Aufnahmesession in den Abbey Road Studios in London spielen The Beatles zahlreiche Effekte für den am 26. Mai aufgenommenen Song Yellow Submarine ein. Unterstützt werden sie dabei unter anderem von Marianne Faithfull, Donovan und Brian Jones.
- 1969: Während eines „Bed-ins“ von John Lennon und Yoko Ono in Montreal wird das Lied Give Peace a Chance eingespielt.

### Gesellschaft
- 1675: In Plymouth, Massachusetts, endet die Gerichtsverhandlung über den Mord an John Sassamon, der die Kolonie über einen bevorstehenden Angriff der Wampanoag informiert hat. Die drei Angeklagten vom Stamm der Pokanoket werden schuldig gesprochen und zum Tode verurteilt.
- 1964: Mit der geänderten Straßenverkehrsordnung erhalten in der Bundesrepublik Deutschland die Fußgänger auf einem Zebrastreifen Vorrang vor motorisierten Verkehrsteilnehmern.

### Religion
- 0794: Die Synode von Frankfurt, geleitet von König Karl dem Großen, missbilligt die Beschlüsse des zweiten Konzils von Nicäa. Die in den karolinischen Büchern Libri Carolini dargelegte Gegenposition des Königs zu Papst Hadrian I. wird von der Versammlung bestätigt.
- 1035: In der Porta Nigra stirbt der griechische Eremit Simeon von Trier, dem von der Bevölkerung Wunder zugeschrieben werden.
- 1259: Das von Wok von Rosenberg gestiftete Zisterzienserkloster Hohenfurth wird durch die Bestätigung des Bischofs Johann III. von Prag offiziell gegründet.
- 1307: Der bei einem Kreuzzug gegen die Sekte gefangene Anführer der oberitalienischen Apostelbrüder, Fra Dolcino, wird in Vercelli nach öffentlichen Folterungen mit darauffolgendem Todesurteil auf dem Scheiterhaufen verbrannt.
- 2018: Gemäß einem Erlass des Ministerpräsidenten Markus Söder vom 24. April wird § 28 der Allgemeinen Geschäftsordnung für die Behörden in Bayern geändert: im Eingangsbereich aller Behörden des Freistaats hat ein Kruzifix zu hängen.

### Katastrophen
- 0070 v. Chr.: Beim Erdbeben von Zhucheng und Changle in der chinesischen Provinz Shandong sterben der Quelle Han Shu zufolge etwa 6000 Menschen.
- 1988: Beim Grubenunglück von Stolzenbach (Borkener Braunkohlerevier) kommen durch eine Kohlenstaubexplosion 51 Bergleute ums Leben. Sechs Bergleute überleben in 150 Metern Tiefe in einer Luftblase und werden über ein gebohrtes Entlüftungsrohr 65 Stunden nach dem Unglück von einem Mikrofon des Hessischen Rundfunks geortet und am 4. Juni gerettet.

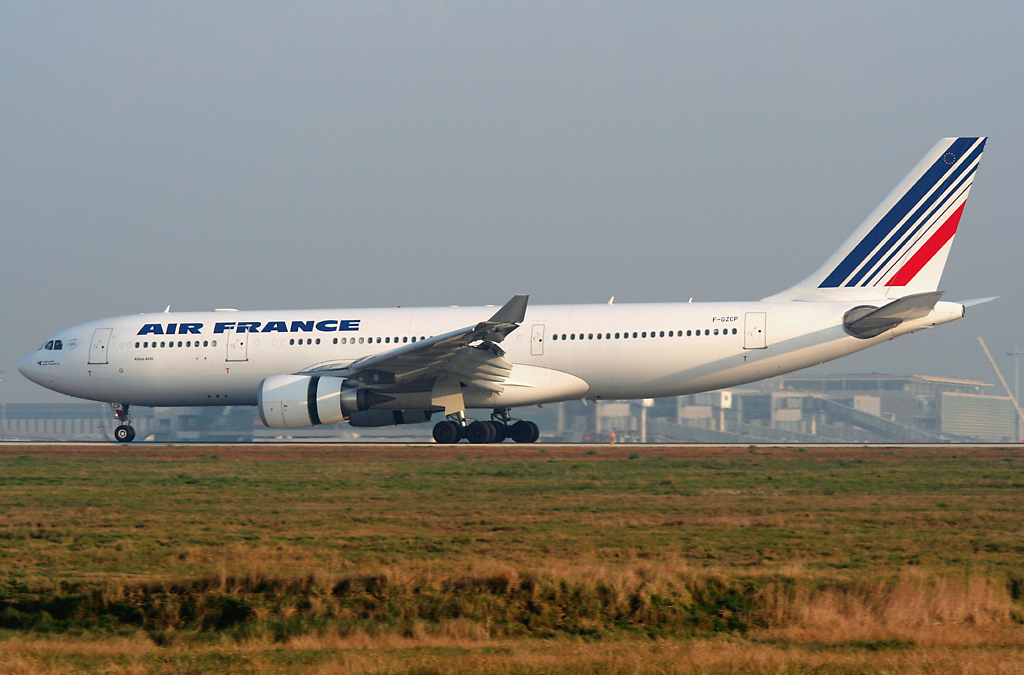
2009: Air France Airbus A330-200 (später Flug 447)

- 2009: Flug 447 der Air France mit 228 Personen (216 Passagiere, 12 Besatzungsmitglieder) an Bord von Rio de Janeiro nach Paris stürzt über dem Atlantik ab.
- 2015: Das Flusskreuzfahrtschiff Dong Fang Zhi Xing kentert mit 458 Menschen an Bord in einem schweren Sturm auf dem Jangtsekiang.

Kleinere Unglücksfälle sind in den Unterartikeln von Katastrophe und in der Liste von Katastrophen aufgeführt.

### Sport
- 1978: Mit einem 0:0 zwischen Deutschland und Polen in Buenos Aires beginnt die Fußball-Weltmeisterschaft der Männer in Argentinien.
- 1996: Der SK Rapid Wien wird zum 30. Mal österreichischer Fußballmeister.
- 2013: Der FC Bayern München gewinnt als erste deutsche Fußballmannschaft das „Triple“ aus Meisterschaft, Pokal und Champions League.

Einträge von Leichtathletik-Weltrekorden befinden sich unter der jeweiligen Disziplin unter Leichtathletik.
Einträge zu Fußballweltmeisterschaftsspielen finden sich in den Unterseiten von Fußball-Weltmeisterschaft. Das Gleiche gilt für Fußball-Europameisterschaften.

## Geboren

### Vor dem 18. Jahrhundert
- 1134: Gottfried VI., Graf von Anjou, Maine und Nantes
- 1180: Berenguela von Kastilien, Königin von Kastilien
- 1300: Thomas of Brotherton, 1. Earl of Norfolk, Sohn von Eduard I. von England
- 1460: Enno I., deutscher Graf von Ostfriesland
- 1480: Tiedemann Giese, Bischof von Kulm und Bischof von Ermland

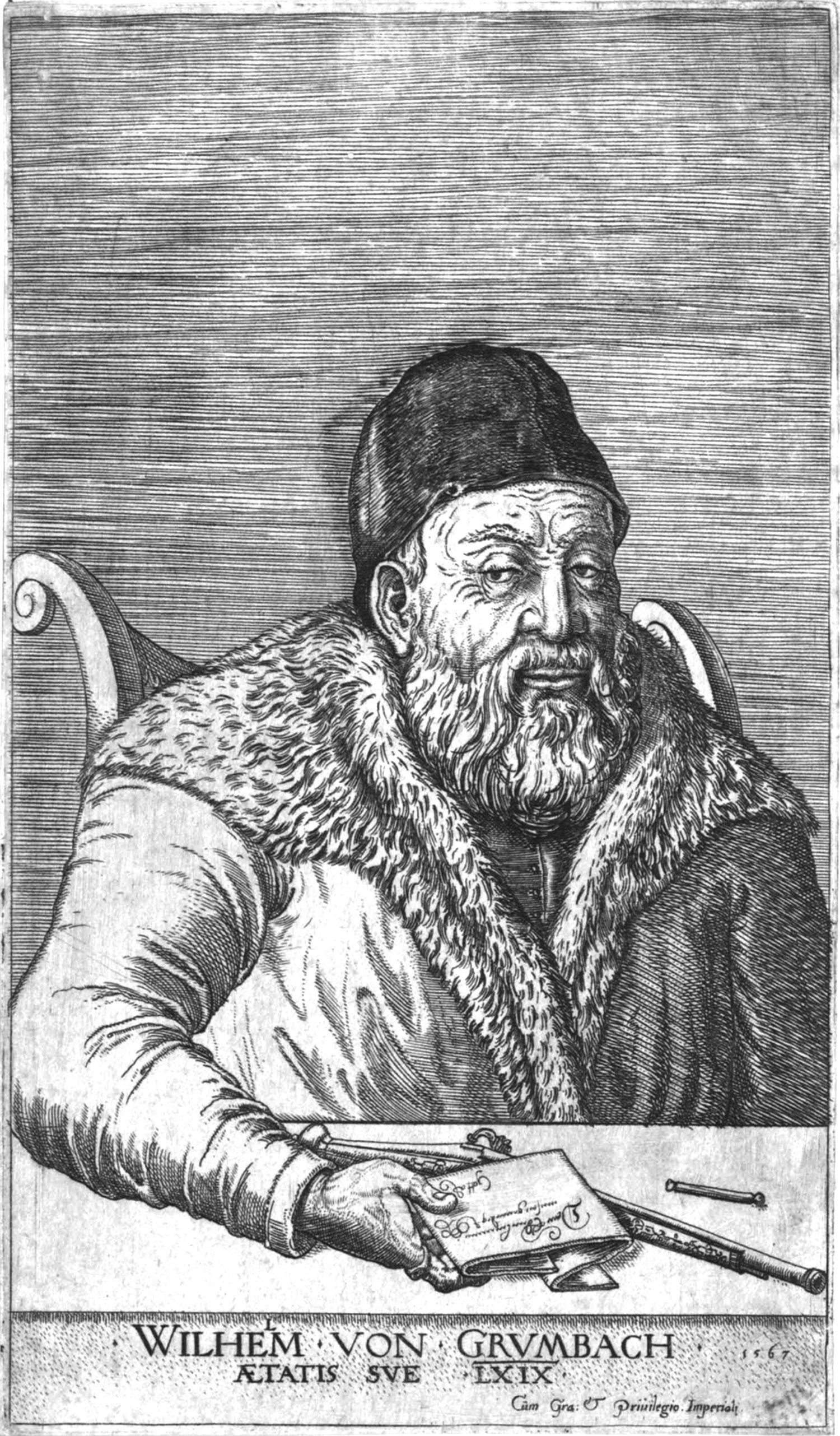
Wilhelm Grumbach (* 1503)

- 1503: Wilhelm von Grumbach, deutscher Ritter und Abenteurer
- 1563: Robert Cecil, 1. Earl of Salisbury, englischer Staatsmann und Minister unter Elisabeth I. und Jakob I.
- 1599: Elisabeth Lukretia, Herzogin von Teschen
- 1653: Georg Muffat, deutsch-französischer Komponist und Organist

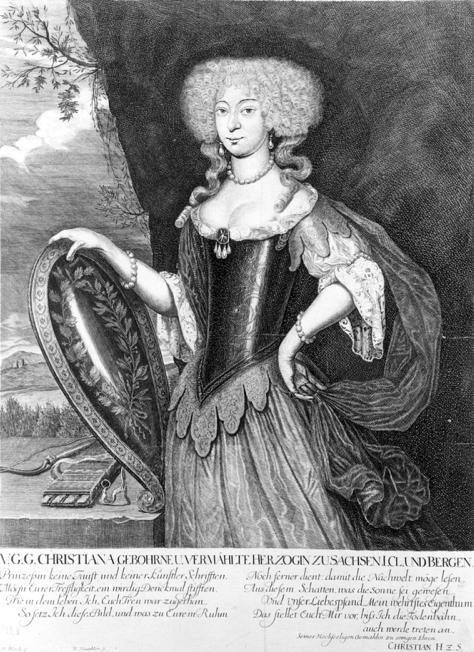
Christiane von Sachsen-Merseburg (* 1659)

- 1659: Christiane von Sachsen-Merseburg, Prinzessin von Sachsen-Merseburg und durch Heirat Herzogin von Sachsen-Eisenberg
- 1673: Louise Françoise de Bourbon, Fürstin von Condé
- 1682: Archibald Campbell, 3. Duke of Argyll, schottischer Adeliger, Richter, Politiker und Soldat

### 18. Jahrhundert
- 1725: Johann Philipp Lorenz Withof, deutscher Professor für Geschichte, Beredsamkeit und Moral
- 1727: Diego José Abad, spanischer Jesuit, Schriftsteller, Pädagoge und Humanist
- 1727: Francesco Casanova, italienischer Maler
- 1742: Rudolf Steiner, deutscher Architekt
- 1744: Christian Gotthilf Salzmann, deutscher Pastor und Pädagoge
- 1754: Ferdinand Karl von Österreich-Este, Erzherzog von Österreich und Generalgouverneur der Lombardei
- 1758: Matthias Klaus, österreichischer Politiker und 4. Bürgermeister von St. Pölten

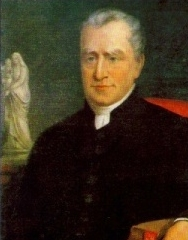
Edmund Ignatius Rice (* 1762)

- 1762: Edmund Ignatius Rice, irischer Missionar und Ordensgründer
- 1763: Antonio Dall’Occa, italienischer Kontrabassist
- 1765: Christiane von Goethe, Ehefrau Johann Wolfgang von Goethes
- 1766: Anton Hasenhut, österreichischer Schauspieler und Komiker
- 1766: William Edward Miller, britischer Violinist, Komponist und methodistischer Geistlicher
- 1769: Joseph Xaver Elsner, polnischer Komponist
- 1776: George Schetky, US-amerikanischer Komponist, Cellist und Musikverleger
- 1776: Pawel Andrejewitsch Schuwalow, russischer General und Diplomat
- 1779: Christoph Johann Jakob Arnold, deutscher Architekt
- 1783: Emil Ernst Gottfried von Herder, königlich-bayerischer Forst- und Regierungsrat
- 1788: Johann Heinrich Achterfeld, deutscher Theologe, Professor und Herausgeber
- 1790: Chester Ashley, US-amerikanischer Politiker
- 1790: Ferdinand Raimund, österreichischer Schriftsteller
- 1793: Henry Francis Lyte, britischer Theologe und Kirchenlieddichter
- 1796: Nicolas Léonard Sadi Carnot, französischer Physiker

### 19. Jahrhundert

#### 1801–1850

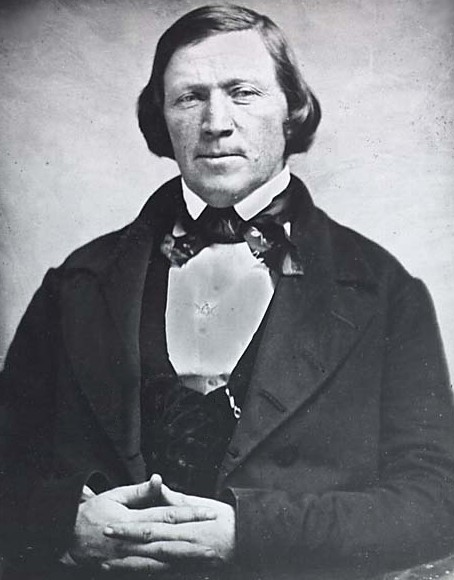
Brigham Young (* 1801)

- 1801: Brigham Young, Gründer von Utah und der Stadt Salt Lake City
- 1802: Charles Lenormant, französischer Archäologe und Ägyptologe
- 1804: Michail Iwanowitsch Glinka, russischer Komponist
- 1804: Gustav Holtzmann, deutscher Architekt und Baubeamter
- 1804: Johann Christian Luther, deutschbaltischer Theologe
- 1804: Paolo Taverna, italienischer Philanthrop, Mäzen und Großgrundbesitzer
- 1805: Franz Egon von Hoensbroech, niederrheinischer und niederländischer Adeliger, Mitbegründer der Rheinischen Ritterschaft
- 1806: Samuel Arnold, US-amerikanischer Politiker
- 1806: John Buchanan Floyd, US-amerikanischer Gouverneur von Virginia, Kriegsminister und Generalmajor der Konföderierten Staaten von Amerika
- 1806: Julius Hartmann, deutscher evangelischer Theologe und Kirchenhistoriker
- 1806: Théodore Maunoir, Schweizer Chirurg
- 1807: Emily Donelson, von 1829 bis 1836 die inoffizielle First Lady der Vereinigten Staaten
- 1807: Anton von Sallwürk, preußischer Regierungspräsident der Hohenzollernschen Lande
- 1808: August Dorl, deutscher Arzt und Politiker
- 1808: Max Eifert, württembergischer Pfarrer, Heimatforscher und Schriftsteller
- 1808: Otto von Lehwaldt, preußischer Generalleutnant
- 1808: Henry Parker, australischer Politiker
- 1808: Johannes Elias Teijsmann, niederländischer Botaniker
- 1809: Otto von Rantzau, deutscher Diplomat in dänischen und preußischen Diensten
- 1809: Johann Gottfried Heinrich Schulze, deutscher Geistlicher und Politiker
- 1810: Lorenz Cantador, Kommandeur der Düsseldorfer Bürgerwehr
- 1810: Heinrich Coupienne, deutscher Unternehmer
- 1810: Friedrich Hessenberg, deutscher Juwelier, Mineraloge und Politiker
- 1813: Karl Andresen, deutscher Germanist
- 1813: Arthur Lutze, deutscher Heilpraktiker
- 1814: Charles Anderson, US-amerikanischer Politiker
- 1815: Otto I., König von Griechenland
- 1821: Nadeschda Dmitrijewna Chwoschtschinskaja, russische Schriftstellerin und Übersetzerin
- 1824: William Shakespeare Burton, englischer Genre-Maler
- 1826: Carl Bechstein, deutscher Klavierbauer
- 1826ː Jane Spencer, Baroness Churchill, britische Aristokratin und Gefährtin von Königin Victoria
- 1827: Heinrich Theodor Flathe, deutscher Historiker
- 1829: Cullen Andrews Battle, Brigadegeneral der Konföderierten
- 1831: John Bell Hood, US-amerikanischer General im Bürgerkrieg

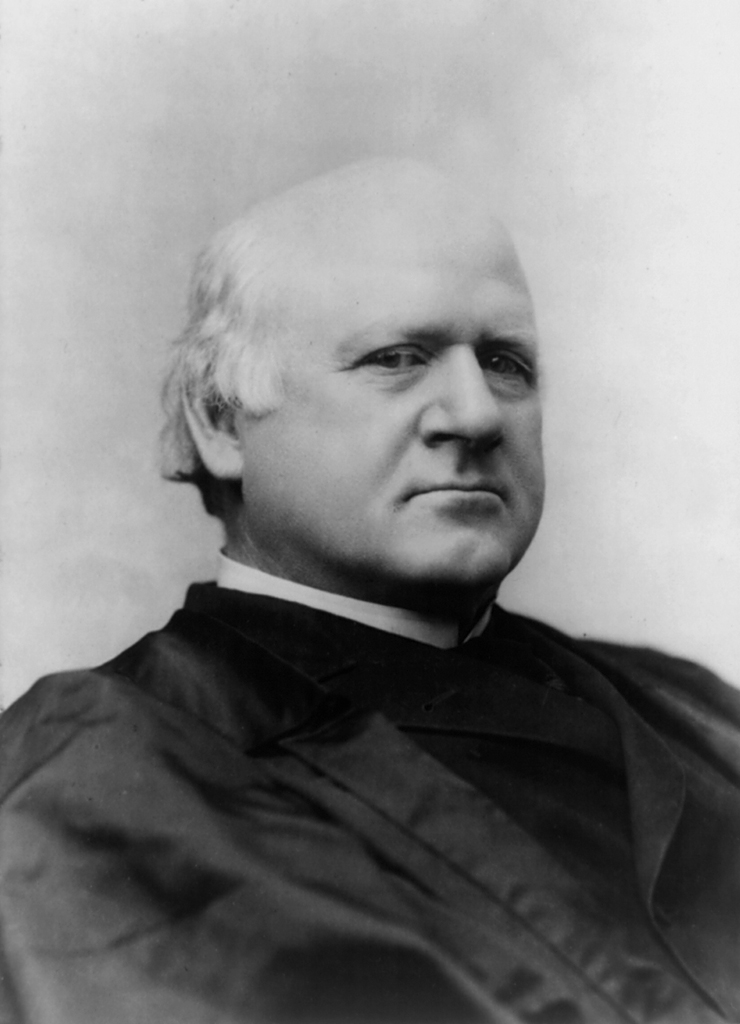
John Marshall Harlan (* 1833)

- 1833: John Marshall Harlan, US-amerikanischer Richter am Obersten Gerichtshof
- 1842: Christoph Blumhardt, deutscher Theologe und Pfarrer
- 1844: Wassili Dmitrijewitsch Polenow, russischer Maler und Pädagoge

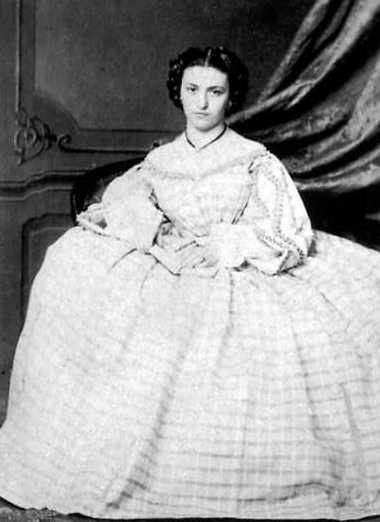
Caroline von Gomperz-Bettelheim (* 1845)

- 1845ː Caroline von Gomperz-Bettelheim, österreich-ungarische Pianistin und Kammersängerin
- 1846: Heinrich von Salisch, deutscher Forstmann, Gutsherr und Politiker
- 1848: Otto Malling, dänischer Organist und Komponist
- 1849: Gustav von Escherich, österreichischer Mathematiker
- 1850: Theodor Arndt, deutscher Theologe
- 1850: Sami Frashëri, albanischer Literat

#### 1851–1900
- 1851: Arabella Huntington, US-amerikanische Kunstmäzenin, Sammlerin und Stiftungsgründerin
- 1856: Ernst Lecher, österreichischer Physiker, gilt als Begründer der Messtechnik im Hochfrequenzbereich
- 1858: Alice Barbi, italienische Violinistin, Sängerin und Komponistin
- 1858: Ernesto Quesada, argentinischer Soziologe, Jurist, Publizist, Historiker und Sprachwissenschaftler
- 1865: Alfred Götze, deutscher Prähistoriker
- 1869: Richard Wünsch, deutscher Altphilologe und Religionswissenschaftler
- 1871: Hedwig Fechheimer, deutsche Kunsthistorikerin und Ägyptologin, NS-Opfer
- 1874: Macedonio Fernández, argentinischer Schriftsteller
- 1874: Carl Krug, deutscher Chemiker, Montanwissenschaftler und Metallurg

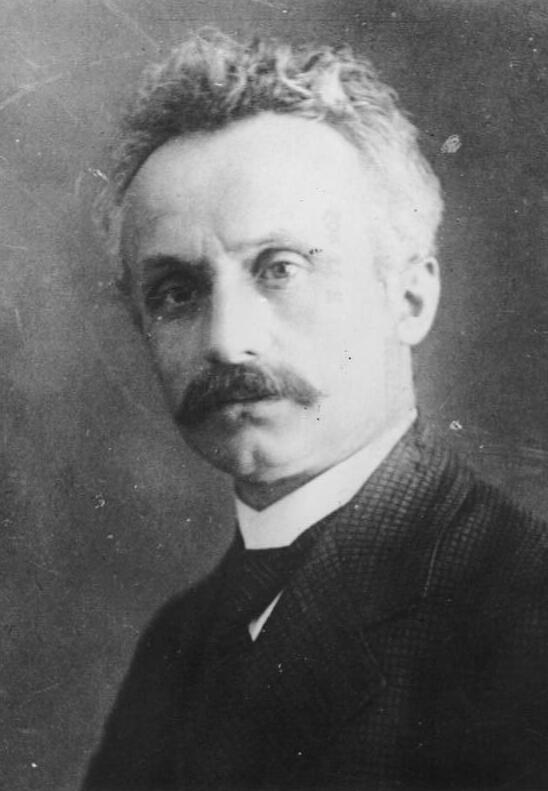
Carl Severing (* 1875)

- 1875: Carl Severing, deutscher Politiker, MdL, Landesminister, MdR, Reichsinnenminister
- 1876: Katharina Kippenberg, deutsche Mitarbeiterin und Leiterin des Insel Verlags
- 1877: Lotte B. Prechner, deutsche Malerin
- 1883: Alfred Amonn, österreichischer Nationalökonom
- 1883: Anna Beuthke, deutsche Widerstandskämpferin gegen den und Opfer des Nationalsozialismus
- 1884: Georges Aubé, französischer General
- 1886: Gunnar Graarud, norwegischer Opernsänger
- 1888: Herbert Garbe, deutscher Bildhauer
- 1888: Imre Payer, ungarischer Fußballspieler und -trainer
- 1888: Iris Runge, deutsche Mathematikerin und Physikerin
- 1889: Sigrid Onégin, deutsche Opern- und Konzertsängerin
- 1890: Frank Morgan, US-amerikanischer Schauspieler
- 1892: Samuel Barlow, US-amerikanischer Komponist
- 1892: Hironori Ōtsuka, japanischer Begründer der Karate-Stilrichtung Wado-Ryu
- 1895: Tadeusz Komorowski, Oberbefehlshaber der Polnischen Heimatarmee (Armia Krajowa)
- 1897: Erik Bohlin, schwedischer Rad- und Motorradrennfahrer
- 1897: Hildegard Heise, deutsche Fotografin der Neuen Sachlichkeit
- 1897: Margaret Evelyn Mauch, US-amerikanische Mathematikerin
- 1899: Theo Eble, Schweizer Maler und Grafiker
- 1899: Fritz Nüßlein, deutscher Jagd- und Forstwissenschaftler
- 1900: Rosa Herzfeld-Link, deutsche Schauspielerin

### 20. Jahrhundert

#### 1901–1925
- 1901: Joop ter Beek, niederländischer Fußballspieler

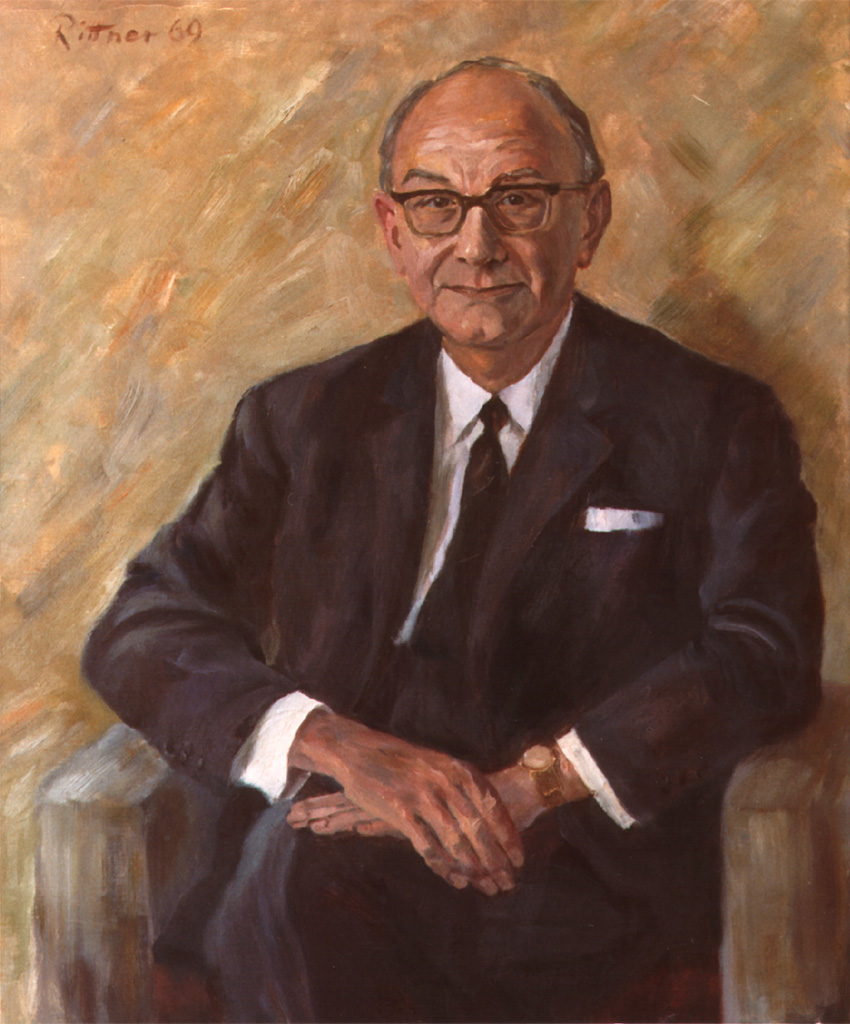
Siegfried Balke (* 1902)

- 1902: Siegfried Balke, deutscher Chemiker, Unternehmer und Politiker, Bundesminister, MdB, Arbeitgeberpräsident
- 1902: Leopold Lindtberg, österreichischer Regisseur
- 1904: Raymond Lussan, französischer Automobilrennfahrer
- 1905: Dinorá de Carvalho, brasilianische Pianistin und Komponistin
- 1905: Heinz Haffter, Schweizer klassischer Philologe
- 1906: Erwin Heinz Ackerknecht, deutschamerikanischer Arzt, Ethnologe und Medizinhistoriker
- 1906: Andria Balantschiwadse, georgischer Komponist
- 1906: Charles-Émile Gadbois, kanadischer Geistlicher, Musikverleger und Komponist
- 1907: Helen Megaw, irische Kristallographin
- 1907: Jan Patočka, tschechischer Philosoph
- 1907: Frank Whittle, englischer Pilot, Erfinder und Geschäftsmann
- 1908: Peter de Mendelssohn, deutsch-britischer Schriftsteller, Historiker und Essayist
- 1909: Szymon Goldberg, US-amerikanischer Dirigent und Violinist
- 1911: Hermann Auf der Heide, deutscher Hockeyspieler
- 1912: Wolfgang Büttner, deutscher Schauspieler
- 1912: Lambert Konschegg, österreichischer Pilot und Manager
- 1912: Herbert Tichy, österreichischer Schriftsteller, Geologe, Journalist und Bergsteiger
- 1913: Patrick Dalzel-Job, britischer Offizier
- 1915: Johnny Bond, US-amerikanischer Country-Sänger
- 1916: Jean Jérôme Hamer, belgischer Geistlicher, Kardinal
- 1917: Otto Esser, deutscher Manager und Funktionär, Arbeitgeberpräsident
- 1917: William S. Knowles, US-amerikanischer Chemiker, Nobelpreisträger
- 1917: Gudrun Kunstmann, deutsche Bildhauerin und Malerin
- 1918: Juan Alfredo Arzube, US-amerikanischer Geistlicher, Weihbischof in Los Angeles
- 1918: Gavin Astor, britischer Adliger und Verleger
- 1918: Thomas Hicks, US-amerikanischer Bobfahrer, Olympiamedaillengewinner
- 1920: Lafayette Leake, US-amerikanischer Bluespianist

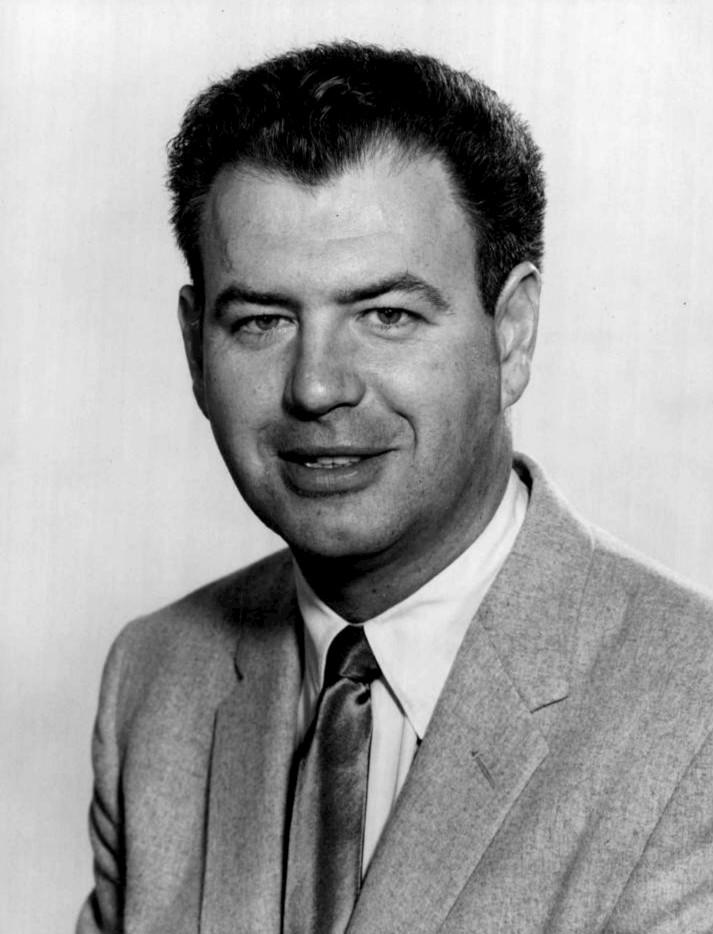
Nelson Riddle (* 1921)

- 1921: Nelson Riddle, US-amerikanischer Komponist und Big-Band-Leader
- 1921: Albert Tepper, US-amerikanischer Komponist und Musikpädagoge
- 1922: Ruth Rehmann, deutsche Schriftstellerin
- 1924: Hal McKusick, US-amerikanischer Jazzklarinettist und -saxophonist
- 1924: Rudi Piffl, deutscher Tischtennisspieler
- 1924: Helmut Sakowski, deutscher Schriftsteller
- 1925ː Patricia M. Byrne, US-amerikanische Diplomatin
- 1925: Peter Uebersax, Schweizer Journalist

#### 1926–1950
- 1926: Alexander Alexandrowitsch Anufrijew, sowjetischer Leichtathlet, Olympiamedaillengewinner
- 1926: Andy Griffith, US-amerikanischer Schauspieler

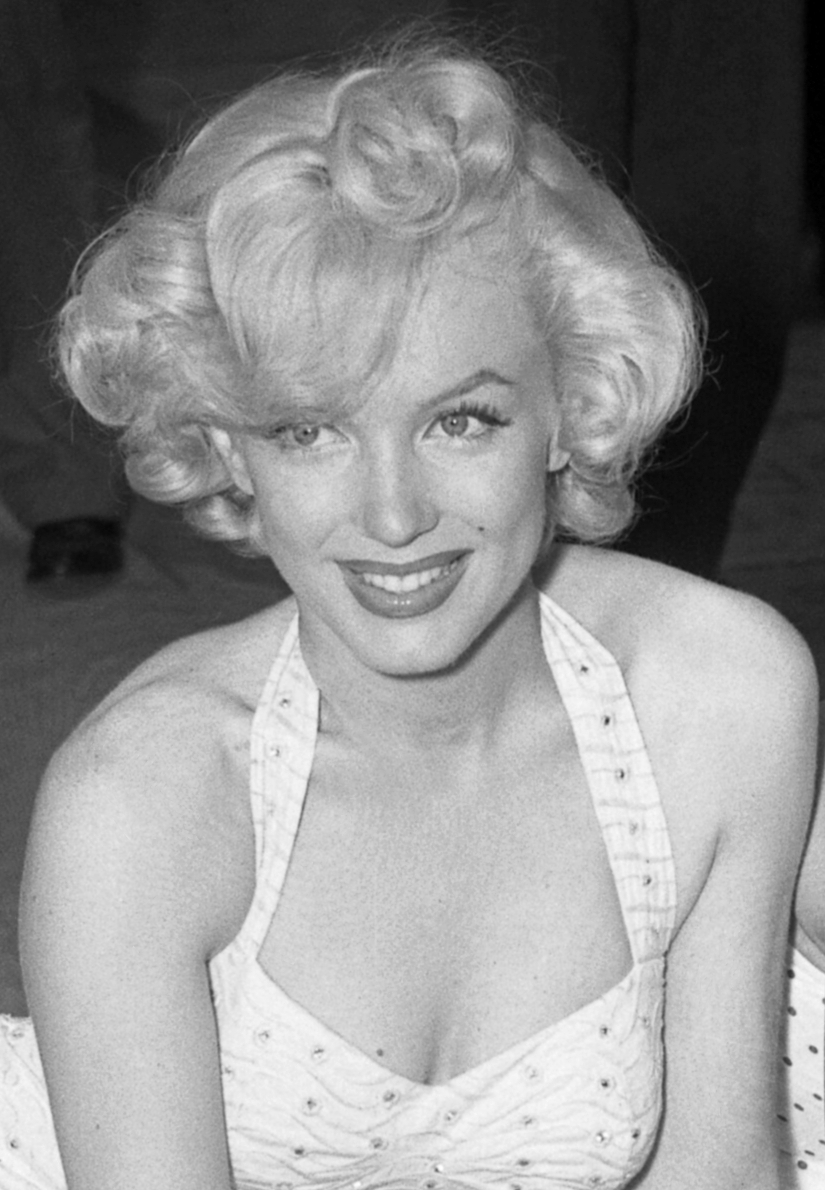
Marilyn Monroe (* 1926)

- 1926: Marilyn Monroe, US-amerikanische Filmschauspielerin, Sängerin, Fotomodell und Filmproduzentin
- 1926: George Robb, englischer Fußballspieler
- 1927: Horst Bachmann, deutscher Maler, Bildhauer und Zeichner
- 1927: Rubens Fadini, italienischer Fußballspieler
- 1927: Willem Scholten, niederländischer Politiker, MdEP, Minister
- 1928: Georgi Timofejewitsch Dobrowolski, sowjetischer Kosmonaut
- 1928: Jean-Jacques Volz, Schweizer Künstler
- 1929: Paul Markowski, deutscher Parteifunktionär, Mitglied des ZK der SED, Abgeordneter der Volkskammer
- 1929: Yehudi Wyner, US-amerikanischer Komponist, Pianist und Musikpädagoge
- 1930: Erich Bergel, deutscher Dirigent
- 1930: Friedhelm Deis, deutscher Neuapostolischer Kirchenliedkomponist
- 1930: Hans-Heinz Emons, Rektor der Bergakademie Freiberg, Minister für Bildung und Jugend der DDR
- 1930: Edward Woodward, britischer Schauspieler
- 1932ː Wanda dos Santos, brasilianische Leichtathletin
- 1932: Carl Schachter, US-amerikanischer Musiktheoretiker und -pädagoge
- 1933: Ruth Arnon, israelische Immunologin
- 1933: Charlie Wilson, US-amerikanischer Politiker, Mitglied des Repräsentantenhauses
- 1934: Pat Boone, US-amerikanischer Sänger und Schauspieler
- 1934: Hermann Josef Pottmeyer, deutscher Fundamentaltheologe
- 1935: Percy Adlon, deutscher Film- und Fernsehregisseur, Autor und Produzent
- 1935: John Dalley, US-amerikanischer Geiger
- 1935: Norman Foster, britischer Architekt und Designer
- 1935: Horst-Jürgen Lahmann, deutscher Jurist, Verwaltungsbeamter und Politiker, MdBB
- 1935: Gerd H. Pelletier, deutscher Journalist
- 1936: Wilhelm Riehmer, deutscher Brigadegeneral
- 1936: Peter Sodann, deutscher Schauspieler, Regisseur und Intendant
- 1937: Gerhard Bosinski, deutscher Prähistoriker und Archäologe

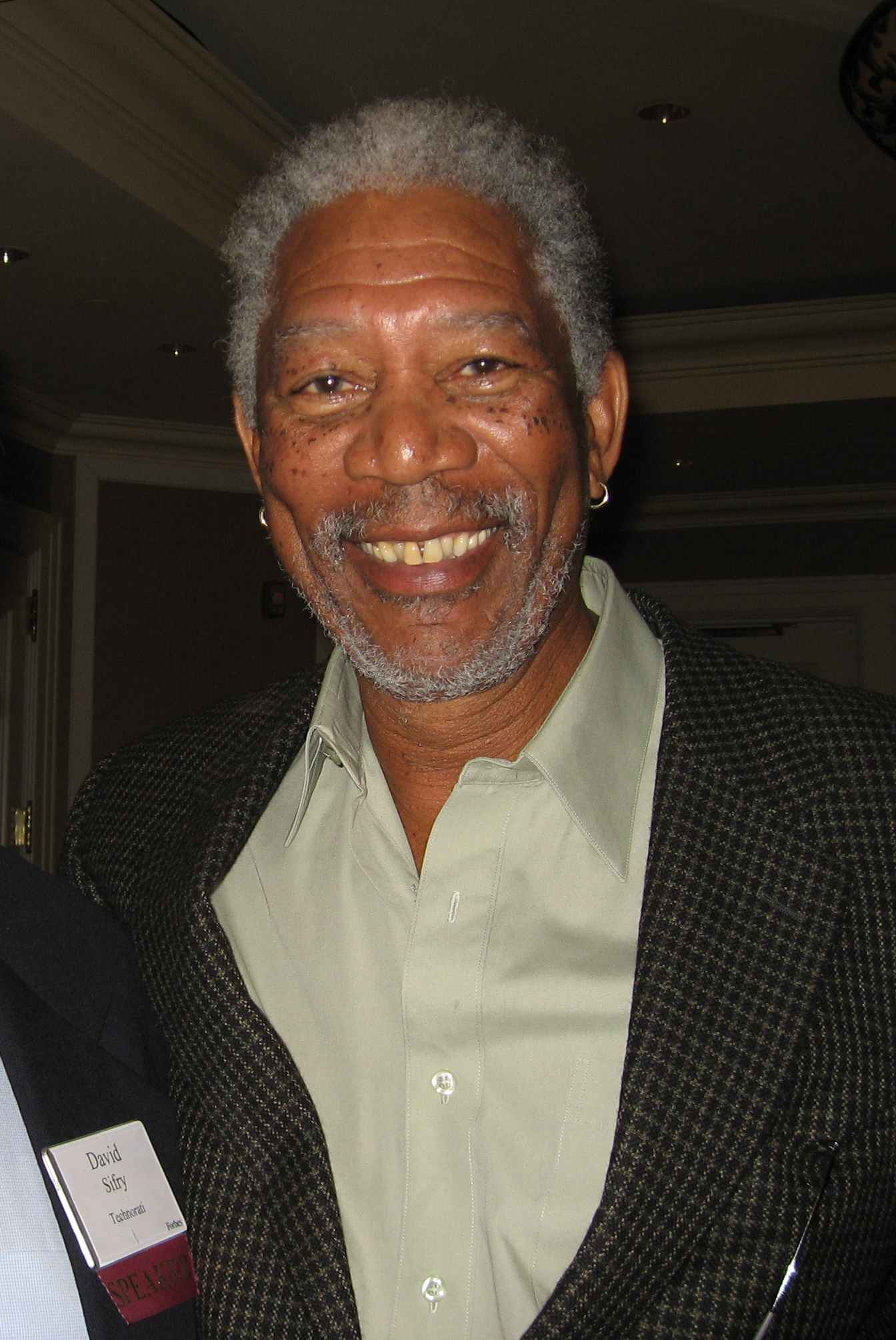
Morgan Freeman (* 1937)

- 1937: Morgan Freeman, US-amerikanischer Schauspieler
- 1937: Ezio Pascutti, italienischer Fußballspieler und -trainer
- 1938: Carlo Caffarra, italienischer Geistlicher, Erzbischof von Ferrara-Comacchio und Bologna, Kardinal
- 1939: Roberto Aguerre, uruguayischer Bildhauer, Historiker, Architekt und Filmregisseur
- 1939: Bernd Krewer, deutscher Forstmann, Jagdkynologe und Sachbuchautor
- 1940: René Auberjonois, US-amerikanischer Schauspieler
- 1940: Barbara Lass, polnische Schauspielerin
- 1940: Gesine Strempel, deutsche Journalistin, Autorin, Moderatorin, Reporterin und Übersetzerin
- 1941: Dschigdschidiin Mönchbat, mongolischer Ringer, Olympiamedaillengewinner
- 1942: Fernando Atzori, italienischer Boxer, Olympiasieger
- 1942: Clifford Barry, kanadischer Wasserballspieler und Schwimmtrainer
- 1942: Julius Hans Schoeps, deutscher Historiker, Gründer des Moses Mendelssohn Zentrums für europäisch-jüdische Studien
- 1944: Jean-Jacques Andrien, belgischer Filmregisseur, Drehbuchautor und Filmproduzent
- 1944: Robert Powell, britischer Schauspieler
- 1945: Marino Basso, italienischer Radrennfahrer
- 1946: Werner Müller, deutscher Manager, Hochschuldozent und Politiker, Bundesminister
- 1946: Brian Cox, schottischer Schauspieler
- 1947: André Daguet, Schweizer Gewerkschafter und Politiker
- 1947: Roland Dellsperger, Schweizer Eishockeyspieler
- 1947: Jonathan Pryce, britischer Schauspieler

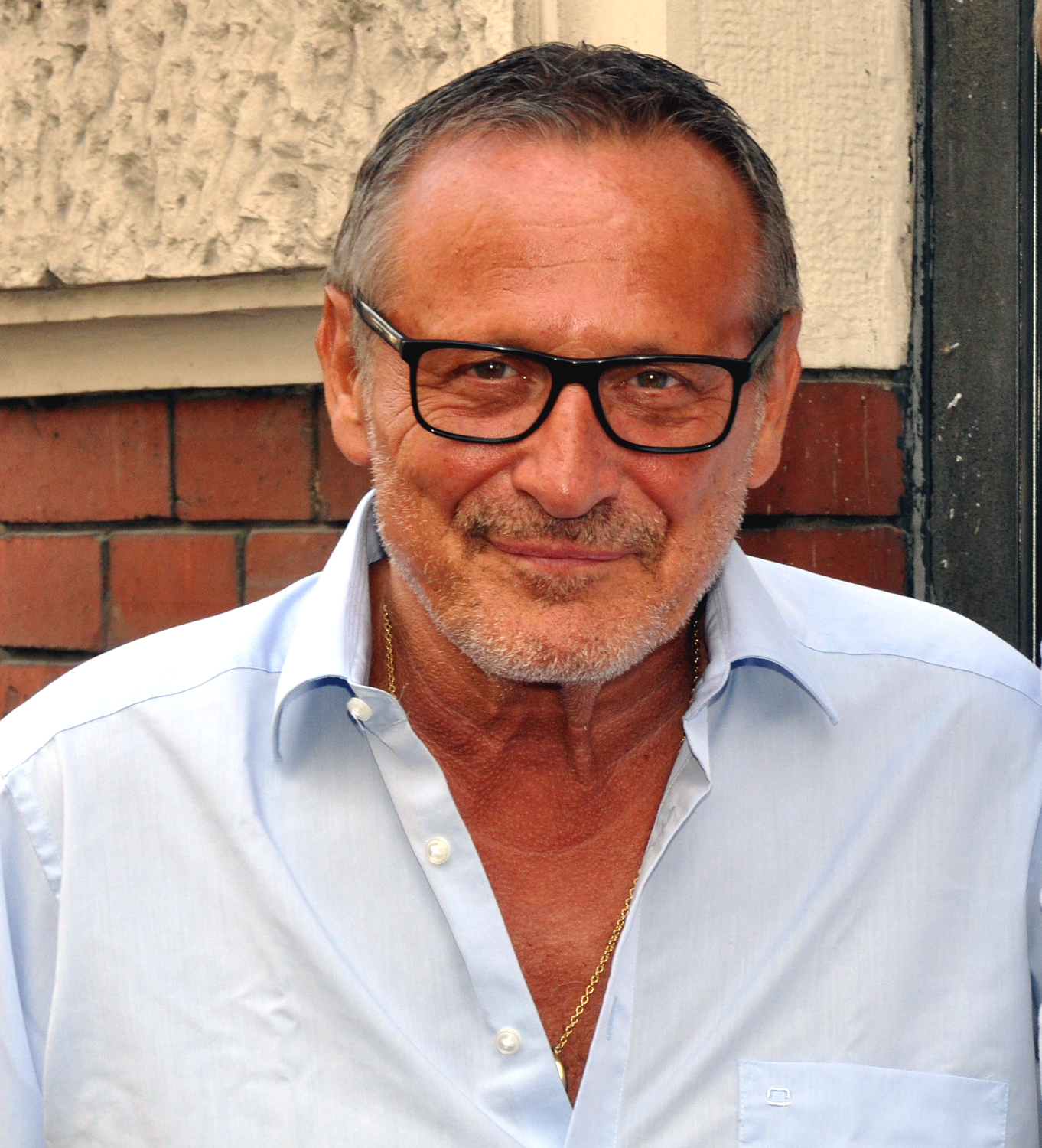
Konstantin Wecker (* 1947)

- 1947: Konstantin Wecker, deutscher Musiker, Liedermacher, Komponist und Autor
- 1947: Ron Wood, britischer Rockgitarrist (Rolling Stones)
- 1948: Rolf Hempelmann, deutscher Politiker und Sportfunktionär, MdB
- 1950: Tom Robinson, britischer Rockmusiker
- 1950: Roger Van Gool, belgischer Fußballspieler

#### 1951–1975
- 1952: Şenol Güneş, türkischer Fußballtrainer
- 1952: Sylvia Schenk, deutsche Leichtathletin
- 1953: Gabriella Carli, italienische Dirigentin und Pianistin
- 1953: Lisa Lyon, US-amerikanische Bodybuilderin und Schauspielerin
- 1953: Caspar Memering, deutscher Fußballspieler
- 1953: Joseph Merhi, britischer Filmregisseur und -produzent
- 1955: Lorraine Moller, neuseeländische Leichtathletin
- 1955ː Christine Triebsch, deutsche Glasgestalterin und Hochschullehrerin
- 1956: Mircea Cărtărescu, rumänischer Schriftsteller
- 1956: Tom Irwin, US-amerikanischer Schauspieler
- 1956: Petra Morsbach, deutsche Schriftstellerin
- 1956: Peter Tomka, slowakischer Jurist, Richter am Internationalen Gerichtshof
- 1957: Carlos Duarte, venezolanischer Komponist und Pianist
- 1957: Ferid Rragami, albanischer Fußballspieler
- 1958: Undine Brixner, deutsche Schauspielerin
- 1958: Philippe Bron, französischer Freestyle-Skier
- 1958: Michael Landau, US-amerikanischer Gitarrist, Studiomusiker und Songwriter
- 1958: Hans-Peter Porzner, deutscher Künstler und Autor
- 1958: Jon Wozencroft, britischer Grafikdesigner, Autor und Labelbetreiber
- 1959: Alfred Adewale Martins, Erzbischof von Lagos

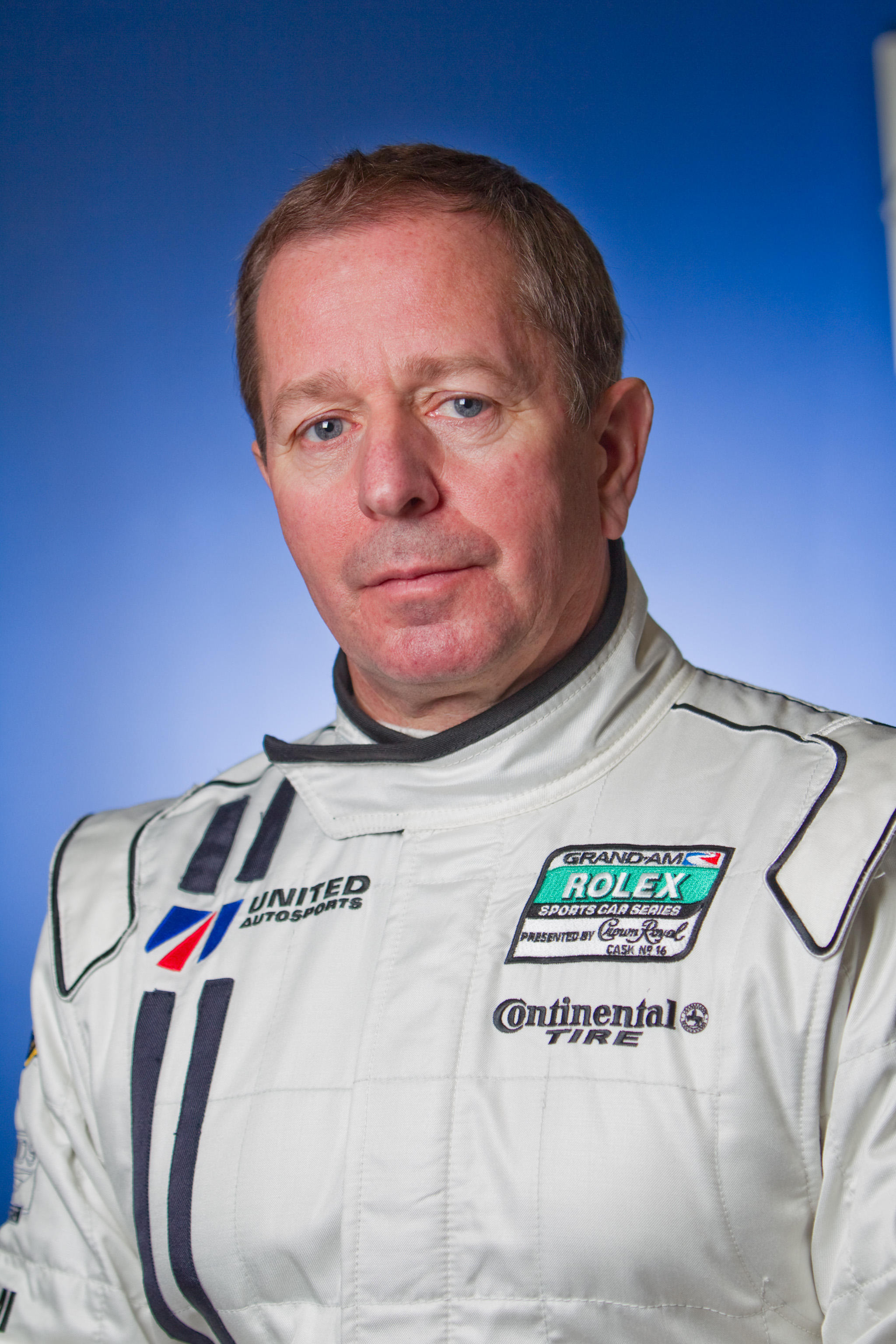
Martin Brundle (* 1959)

- 1959: Martin Brundle, britischer Rennfahrer
- 1959: Alan Wilder, britischer Musiker, Songschreiber und Sänger (Depeche Mode)
- 1960: Martina Eitner-Acheampong, deutsche Schauspielerin
- 1960: Andreas Hoppe, deutscher Schauspieler
- 1960: Wladimir Jewgenjewitsch Krutow, russischer Eishockeyspieler
- 1960: Lutz Stratmann, deutscher Jurist und Politiker
- 1961: Klaus Peter Berger, deutscher Rechtswissenschaftler
- 1961: Paul Coffey, kanadischer Eishockeyspieler
- 1961: Werner Günthör, Schweizer Kugelstoßer
- 1961: Peter Machajdík, slowakischer Komponist
- 1962: Sherri Howard, US-amerikanische Sprinterin
- 1963: Jacqueline Fehr, Schweizer Politikerin
- 1963: Mike Joyce, britischer Musiker
- 1963: Juan Manuel Llop, argentinischer Fußballtrainer
- 1964: Bunny Bleu, US-amerikanische Pornodarstellerin
- 1964: Gottfried von der Goltz, deutscher Violinist und Dirigent
- 1964: Davy Jones, US-amerikanischer Automobilrennfahrer
- 1964: Helen Keller, Schweizer Rechtswissenschafterin
- 1964: Alois Pollmann-Schweckhorst, deutscher Springreiter
- 1964: Marc Tarpenning, US-amerikanischer Ingenieur und Unternehmensgründer
- 1964: Trischa Zorn,  US-amerikanische Schwimmerin
- 1965: Olga Wladimirowna Nasarowa, russische Leichtathletin, Olympiasiegerin
- 1965: Nigel Short, englischer Schachspieler
- 1966: Abel Balbo, argentinischer Fußballspieler
- 1967: Olivier Delaître, französischer Tennisspieler
- 1967: Birte Frenssen, deutsche Kunsthistorikerin
- 1967: Roger Sanchez, US-amerikanischer Produzent und House-DJ
- 1968: Jason Donovan, australischer Schauspieler und Sänger

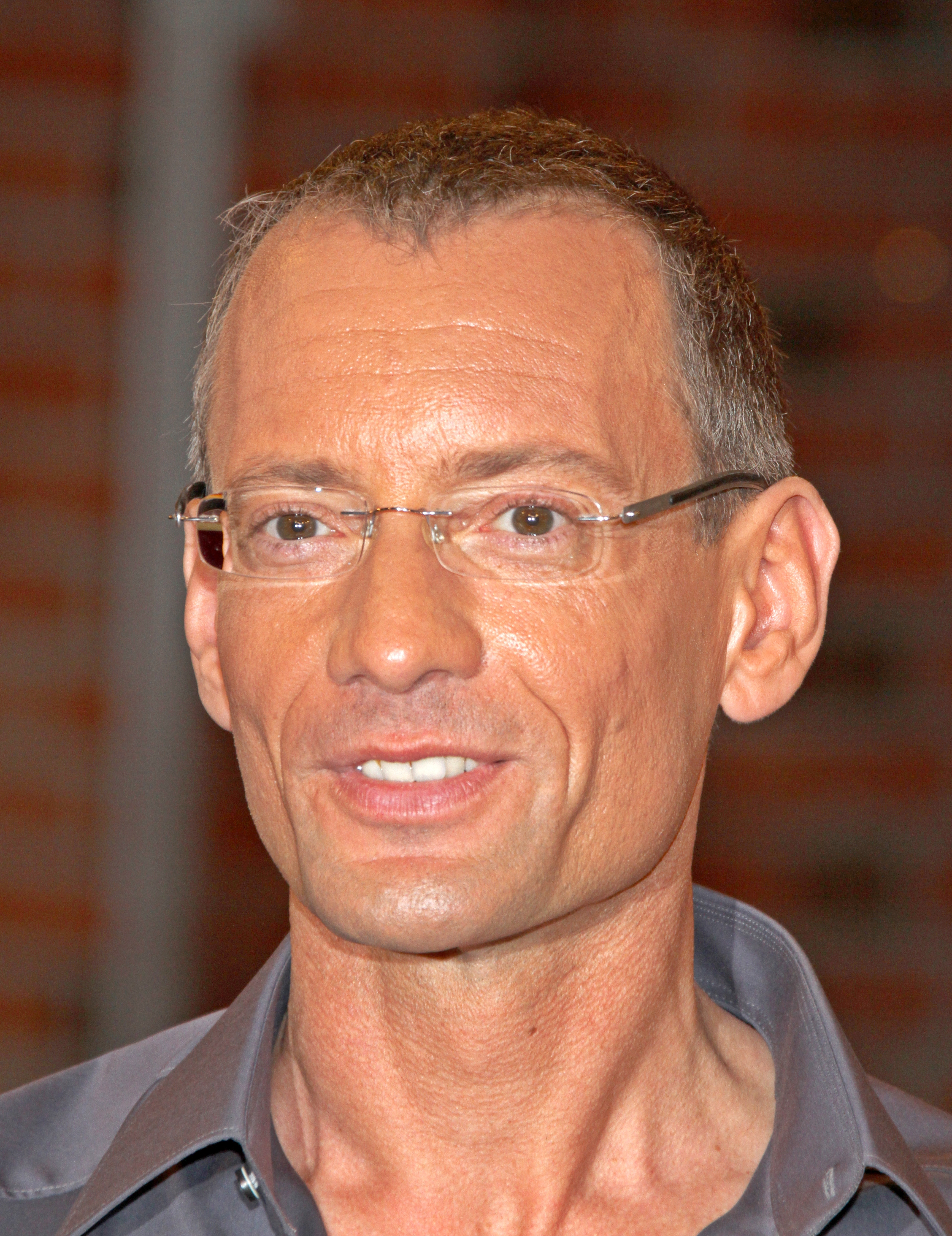
Mathias Rust (* 1968)

- 1968: Mathias Rust, deutscher Privatpilot
- 1968: Monika Schärer, Schweizer Radio- und Fernsehmoderatorin
- 1969: Andy Bloch, US-amerikanischer Pokerspieler
- 1969: Damon Minchella, britischer Musiker
- 1970: Scott Hunter-Russell, australischer Bogenschütze
- 1970: René Marik, deutscher Puppenspieler, Sänger und Schauspieler
- 1971: Pasquale Aleardi, Schweizer Schauspieler und Musiker
- 1971: Luca Riccitelli, italienischer Automobilrennfahrer
- 1971: Ghil’ad Zuckermann, israelischer Sprachwissenschaftler
- 1972: Nik Hartmann, Schweizer Radio- und Fernsehmoderator
- 1972: Daniel Keberle, österreichischer Schauspieler
- 1972: Stefan Nyman, schwedischer Eishockeyspieler und -trainer
- 1972: Stine Stengade, dänische Schauspielerin

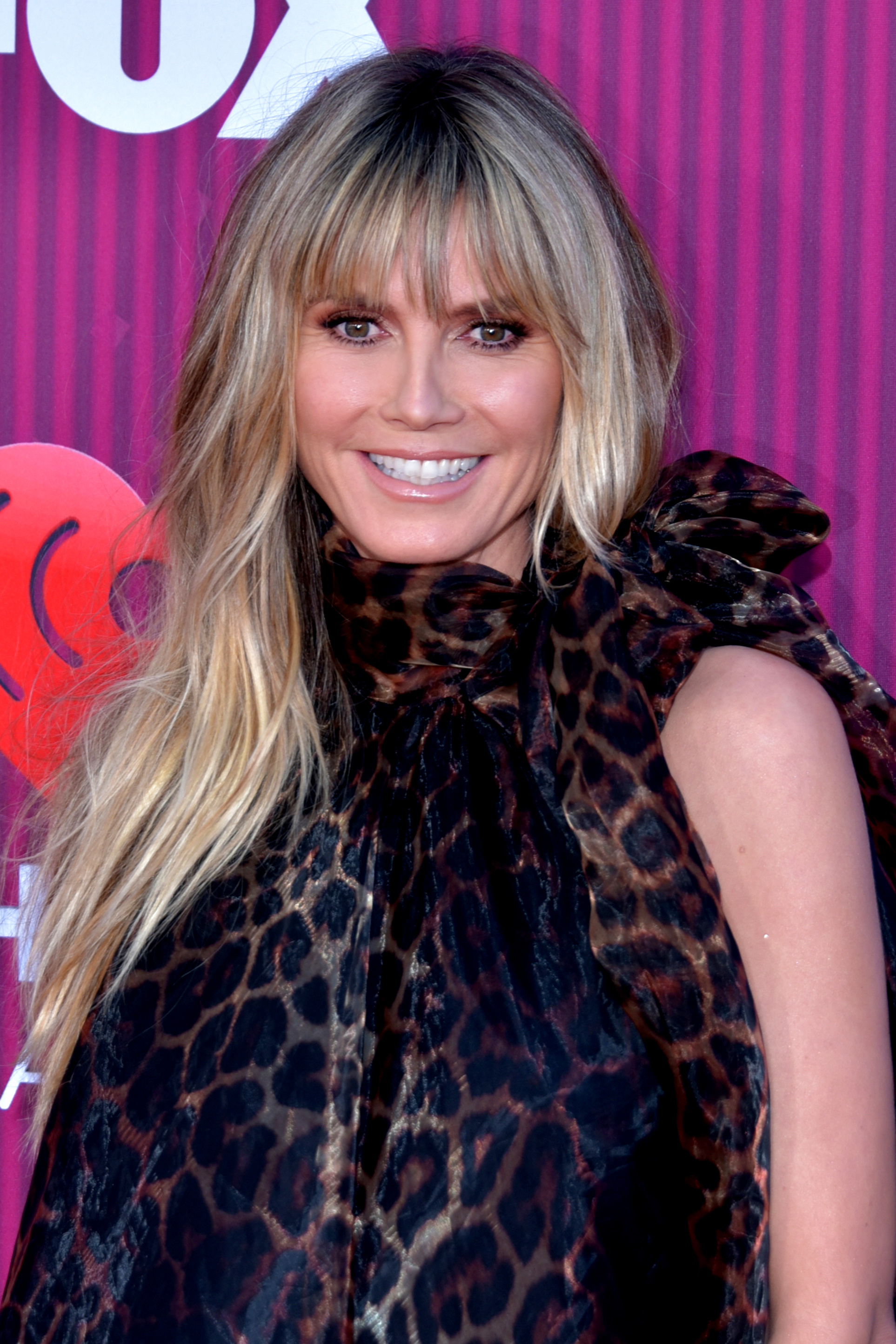
Heidi Klum (* 1973)

- 1973: Heidi Klum, deutsch-US-amerikanisches Model und Moderatorin
- 1973: Anna Thalbach, deutsche Schauspielerin
- 1973: Mario Vandenbogaerde, belgischer Dartspieler
- 1974: Min Li Marti, Schweizer Politikerin
- 1974: Alanis Morissette, kanadische Sängerin und Musikerin
- 1975: Karnam Malleswari, indische Gewichtheberin
- 1975: Frauke Petry, deutsche Chemikerin, Unternehmerin und Politikerin
- 1975: Andreas Schubert, deutscher Fernfahrer, Fuhrunternehmer und Bodybuilder

#### 1976–2000
- 1976: Lars Conrad, deutscher Schwimmer

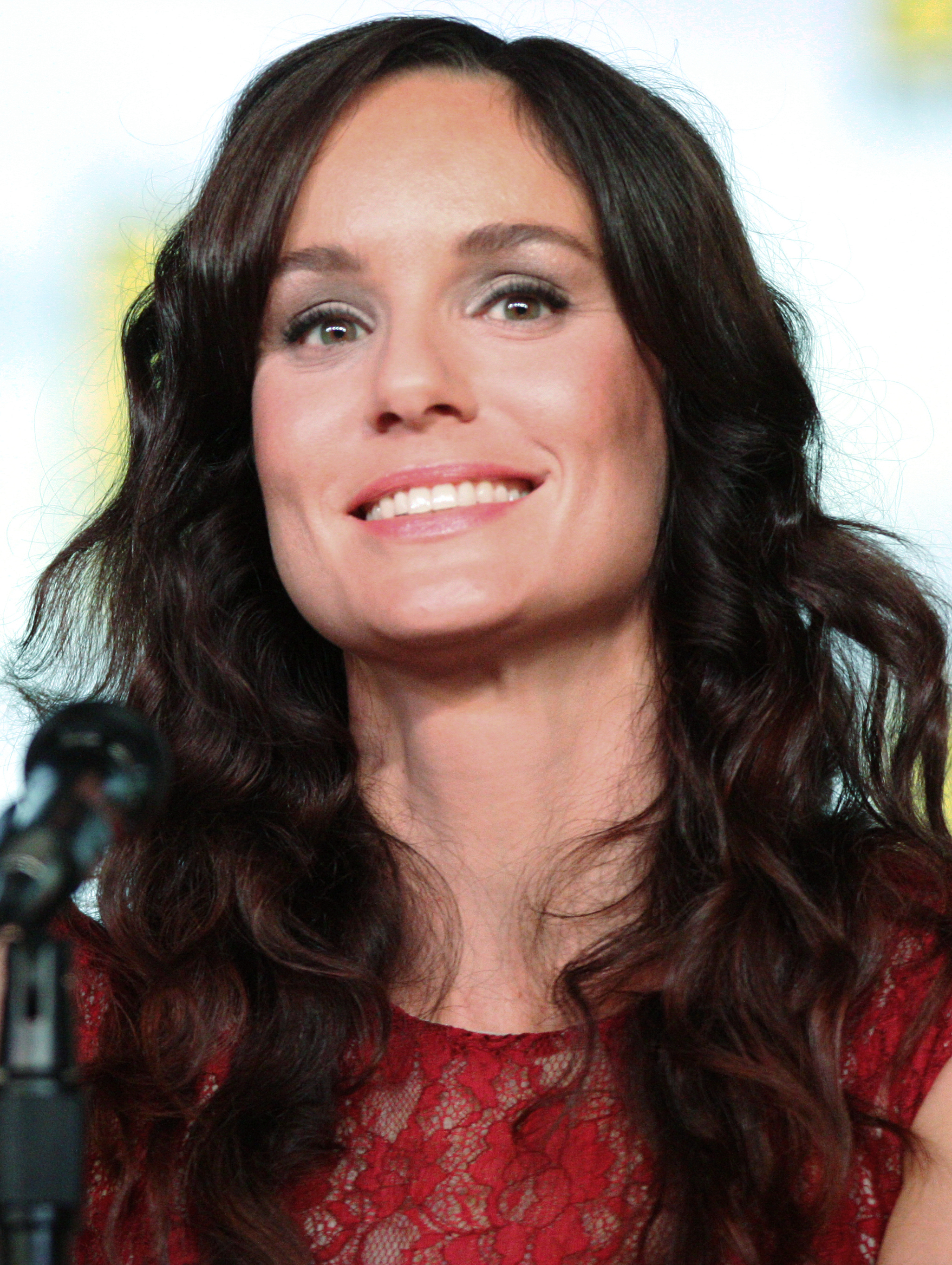
Sarah Wayne Callies (* 1977)

- 1977: Sarah Wayne Callies, US-amerikanische Schauspielerin
- 1977: Markus Hammer, deutscher Schauspieler und Musiker
- 1977: Danielle Harris, US-amerikanische Schauspielerin
- 1978: Nikolaus Benda, deutscher Schauspieler und Sprecher
- 1978: Hasna Benhassi, marokkanische Leichtathletin
- 1978: Li Duan, chinesischer Leichtathlet
- 1979: Tuncay Aksoy, türkischer Fußballspieler
- 1979: Markus Persson, schwedischer Programmierer
- 1980: Oliver James, britischer Sänger und Schauspieler
- 1981: Kenan Aşkan, türkischer Fußballspieler
- 1981: Amy Schumer, US-amerikanische Schauspielerin und Drehbuchautorin
- 1982: Justine Henin, belgische Tennisspielerin
- 1983: Emil Feuchtmann Pérez, chilenischer Handballspieler
- 1983: Moustapha Salifou, togoischer Fußballspieler
- 1984: Nathan Coe, australischer Fußballspieler
- 1984: Takuya Izawa, japanischer Rennfahrer

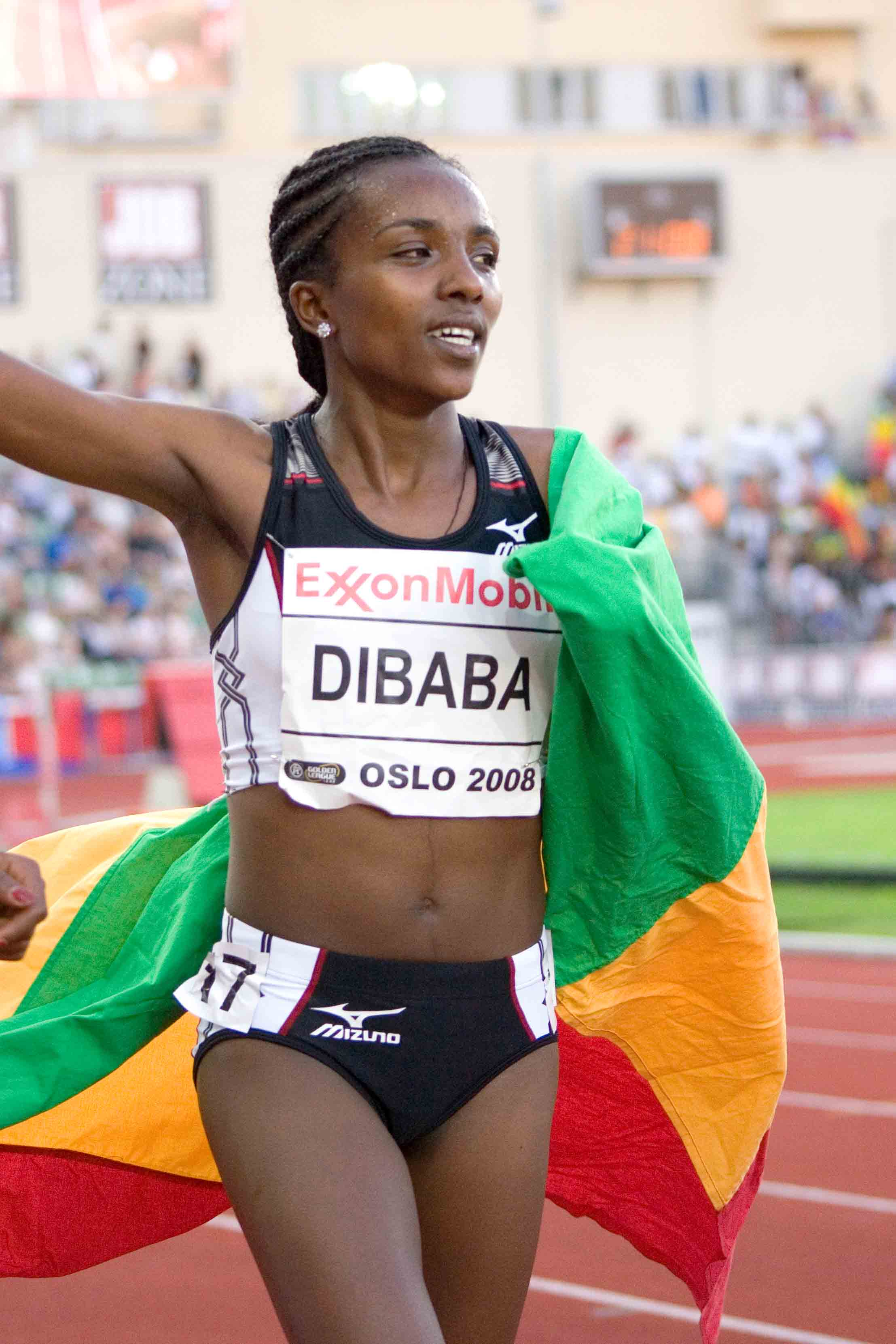
Tirunesh Dibaba (* 1985)

- 1985: Tirunesh Dibaba, äthiopische Leichtathletin
- 1985: Maura Visser, niederländische Handballspielerin
- 1986: Mark Fistric, kanadischer Eishockeyspieler
- 1986: Chinedu Obasi, nigerianischer Fußballspieler
- 1987: Bryan Staring, australischer Motorradrennfahrer
- 1988: Chicharito, mexikanischer Fußballspieler
- 1988: Domagoj Duvnjak, kroatischer Handballspieler
- 1988: Alexis Vuillermoz, französischer Radrennfahrer
- 1989: Almir Bekić, bosnisch-herzegowinischer Fußballspieler
- 1989: Jacqueline Belle, deutsche Synchronsprecherin und Hörfunkmoderatorin
- 1989: Samuel Inkoom, ghanaischer Fußballspieler
- 1989: Nicholas Keough, US-amerikanischer Cyclocrossfahrer
- 1989: Gloria Kotnik, slowenische Snowboarderin

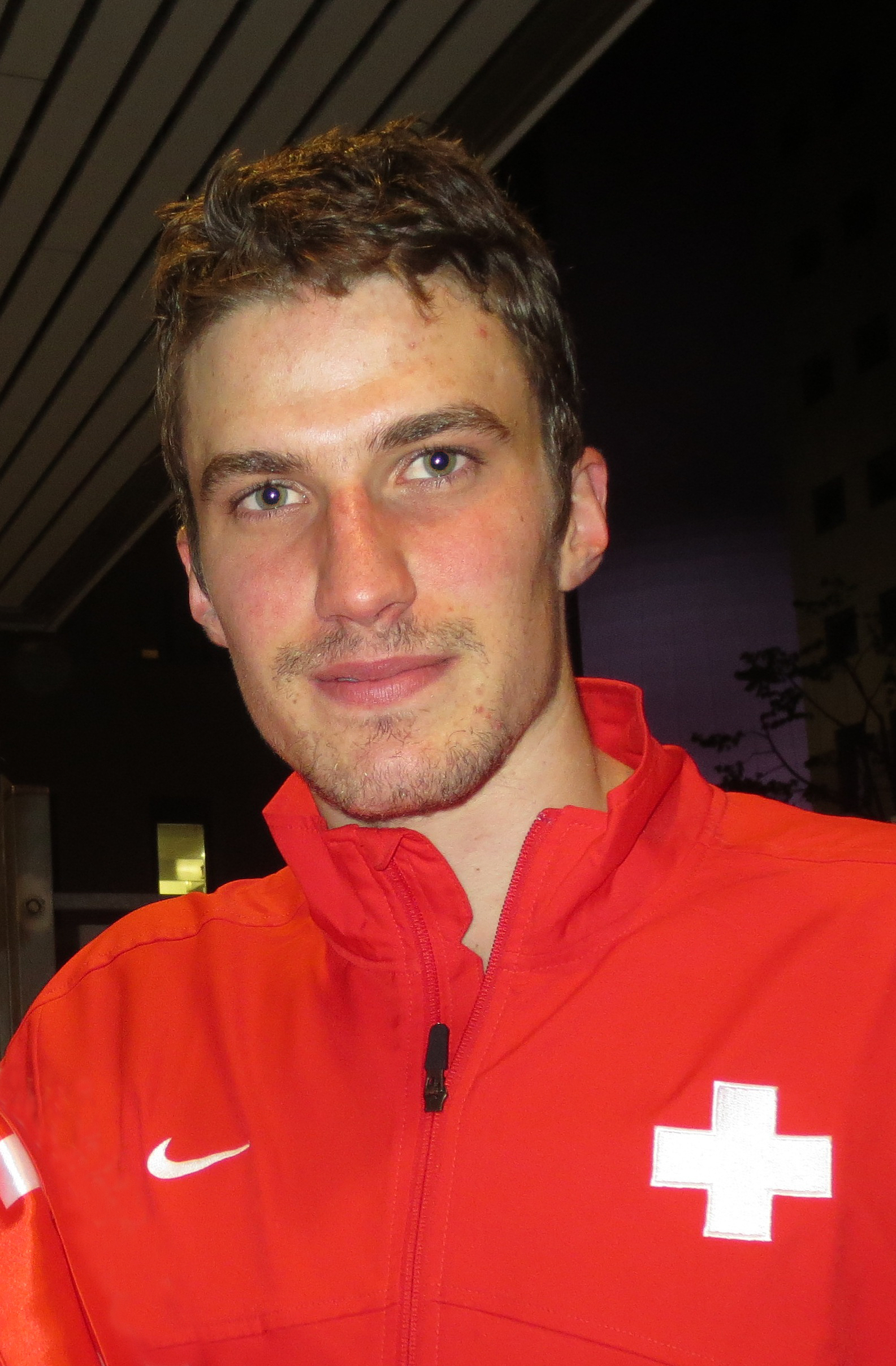
Roman Josi (* 1990)

- 1990: Roman Josi, Schweizer Eishockeyspieler
- 1990: Bianca Perie, rumänische Hammerwerferin
- 1990: Chanintorn Pohirun, thailändischer Fußballspieler
- 1991: Oliver Genausch, deutscher Fußballspieler
- 1992: Raul Santos, österreichischer Handballspieler
- 1992: Gianmarco Tamberi, italienischer Leichtathlet, Hochspringer
- 1994: Ella-Maria Gollmer, deutsche Schauspielerin
- 1994: Bradley Pinion, US-amerikanischer American-Football-Spieler
- 1995: Sarah Atcho, schweizerische Sprinterin
- 1995: Tim Hronek, deutscher Freestyle-Skier
- 1996: Edvinas Gertmonas, litauischer Fußballspieler
- 1996: Tom Holland, britischer Tänzer und Schauspieler
- 1998: Andreas Kron, dänischer Radrennfahrer
- 1999: Aoife Casey, irische Ruderin
- 1999: Technoblade, Minecraft Youtuber
- 1999: Mauri Vansevenant, belgischer Radrennfahrer
- 2000: Ludovit Reis, niederländisch-slowakischer Fußballspieler
- 2000: Willow Shields, US-amerikanische Schauspielerin

### 21. Jahrhundert
- 2001: Rell Harwood, US-amerikanische Freestyle-Skierin
- 2001: Marvin Jüngel, deutscher Springreiter
- 2001: Noè Ponti, Schweizer Schwimmer
- 2002: Mohamed Khalil Jendoubi, tunesischer Taekwondoin
- 2003: Emjay Anthony, US-amerikanischer Schauspieler und Model
- 2004: Emirhan İlkhan, türkischer Fußballspieler

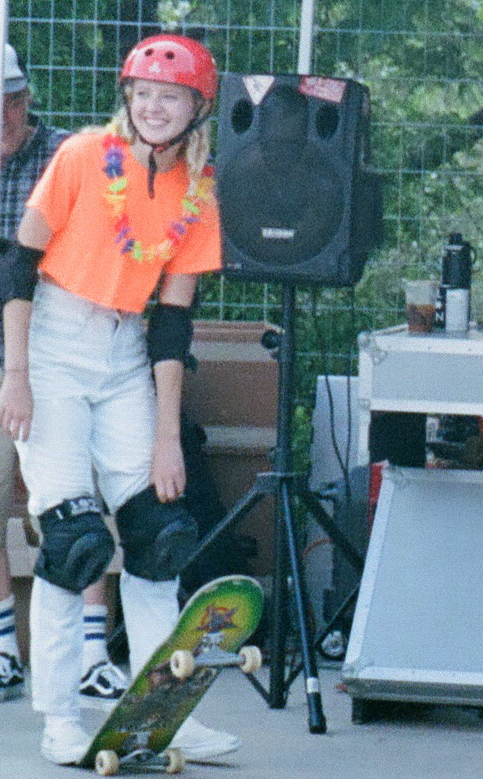
Bombette Martin (* 2006)

- 2006: Bombette Martin, britische Skateboarderin

## Gestorben

### Vor dem 17. Jahrhundert
- 0195 v. Chr.: Gaozu, erster Kaiser der Han-Dynastie
- 0654: Pyrrhos, Patriarch von Konstantinopel
- 0719: Anastasios II. Artemios, byzantinischer Kaiser
- 0896: Theodosios, Patriarch von Antiochien
- 1013: Alapold, erster Abt des Benediktinerklosters in Münsterschwarzach nach der Zeit der Kommendataräbte
- 1035: Simeon von Trier, byzantinischer Mönch, Pilgerführer in Jerusalem und Palästina
- 1066: Kuno I. von Pfullingen, Erzbischof von Trier
- 1191: John the Chanter, englischer Geistlicher
- 1191: Philipp I., Graf von Flandern und Kreuzritter
- 1205: Enrico Dandolo, 41. Doge von Venedig
- 1220: Henry de Bohun, 1. Earl of Hereford, englischer Magnat
- 1306: Brian Fitzalan, 1. Baron Fitzalan, englischer Adliger und Guardian of Scotland
- 1307: Fra Dolcino, italienischer Sektenführer
- 1310: Marguerite Porete, französischsprachige theologische Schriftstellerin und Begine
- 1354: Kitabatake Chikafusa, japanischer Staatsmann, Feldherr und Historiograph
- 1431: Christian von Rentelen, Lübecker Ratsherr und Flottenbefehlshaber
- 1433: Jakob II., Graf von Urgell
- 1434: Władysław II. Jagiełło, Großfürst von Litauen, König von Polen
- 1452: Munjong, 5. König der Joseon-Dynastie in Korea
- 1453: Çandarlı II. Halil Pascha, Großwesir des Osmanischen Reiches
- 1464: Otto II., Regent der Grafschaft Holstein-Pinneberg und der Stammgrafschaft Schauenburg
- 1540: Sebald Pögl der Jüngere, steirischer Hammerherr und Waffenfabrikant
- 1564: Loy Hering, Eichstätter Bildhauer der Renaissance
- 1583: George Carew, englischer Geistlicher

### 17. und 18. Jahrhundert
- 1608: Marie Eleonore von Jülich-Kleve-Berg, Herzogin von Preußen
- 1615: al-Būrīnī, osmanischer Gelehrter und Chronist

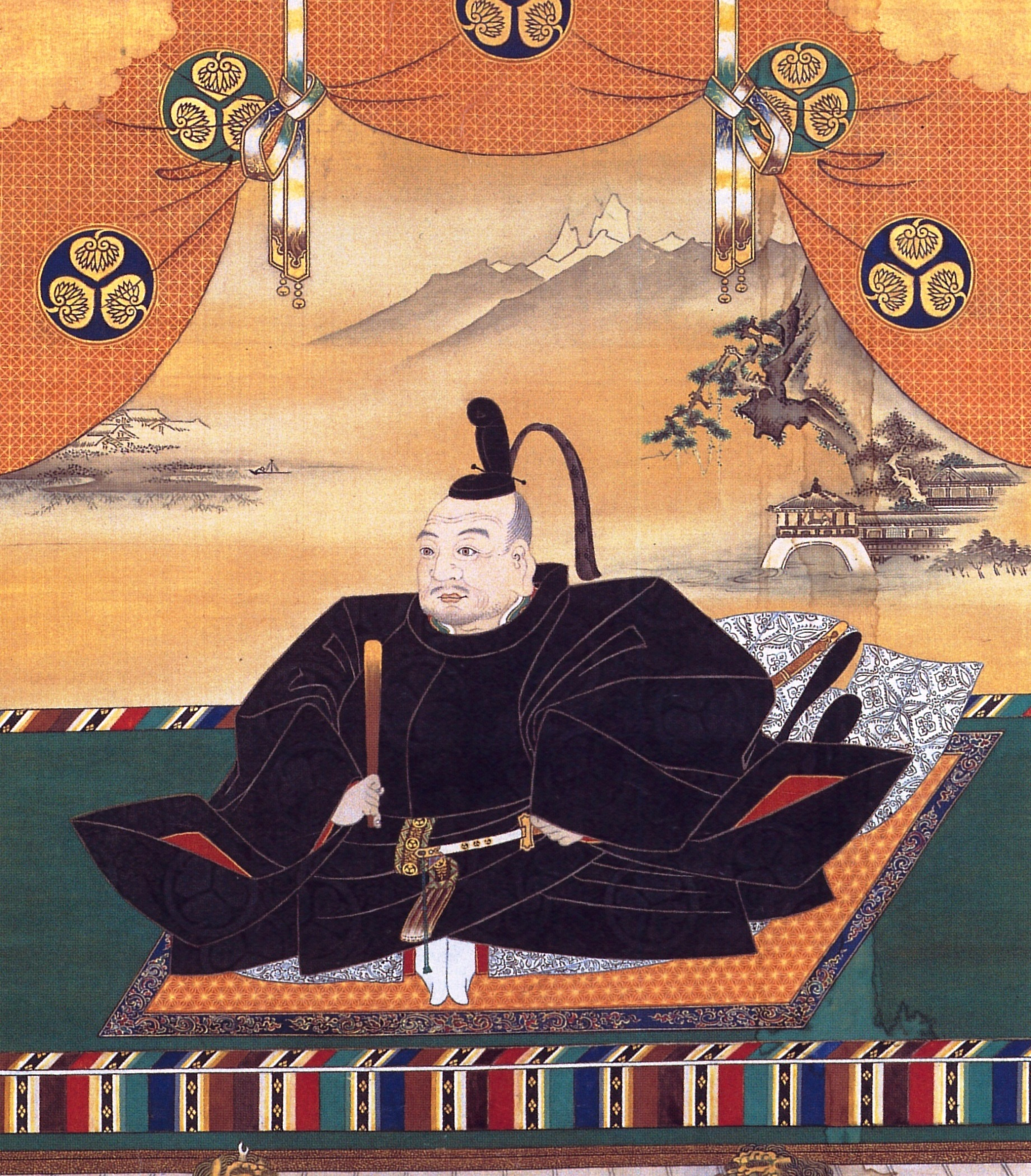
Tokugawa Ieyasu († 1616)

- 1616: Tokugawa Ieyasu, japanischer Feldherr, Shōgun und einer der „drei Reichseiniger“
- 1625: Honoré d’Urfé, französischer Schriftsteller
- 1639: Melchior Franck, deutscher Komponist
- 1658: Peter II. Scherenberger, Abt des Zisterzienserklosters in Ebrach
- 1660: Mary Dyer, englische Quäkerin
- 1664: Michiel Sweerts, flämischer Maler
- 1668: Guidobald von Thun und Hohenstein, Erzbischof von Salzburg und Bischof von Regensburg
- 1676: Lorentz Creutz der Ältere, schwedischer Generaladmiral
- 1676: Karl Kaspar von der Leyen, Erzbischof und Kurfürst von Trier
- 1688: Peder Hansen Resen, dänischer Jurist und Historiker
- 1699: Georg II., Herzog von Württemberg-Mömpelgard
- 1699: Jean Rousseau, französischer Gambist und Musiktheoretiker
- 1700: Christoph Gottwald, deutscher Mediziner, Naturforscher und Stadtphysicus von Danzig
- 1700: Willem ten Rhijne, niederländischer Arzt in Diensten der niederländischen Ostindien-Kompanie und Autor medizinischer Werke
- 1713: Johan Runius, schwedischer Dichter
- 1727: Cornelis Huysmans, flämischer Maler
- 1732: Benedict Leonard Calvert, britischer Kolonialgouverneur von Maryland
- 1737: Gregor Langemak, deutscher Theologe
- 1740: Samuel Werenfels, Schweizer reformierter Theologe
- 1751: Theodor Crüger, deutscher lutherischer Theologe und Historiker
- 1761: Jean Nicolas Jadot de Ville-Issey, lothringischer Architekt
- 1763: Johann Caspar Vogler, deutscher Organist und Komponist
- 1776: Erdmann Rudolf Fischer, deutscher lutherischer Theologe
- 1781: Eberhard Christian Bacmeister, preußischer Jurist und Beamter
- 1795: Pierre-Joseph Desault, französischer Chirurg
- 1795: John De Hart, Delegierter von New Jersey im Kontinentalkongress
- 1796: Immanuel Carl Diez, deutscher Theologe, Philosoph und Arzt
- 1797: Johann Friedrich Flattich, deutscher evangelischer Pfarrer und Erzieher

### 19. Jahrhundert
- 1810: Johann Paul Wessely, tschechischer Komponist
- 1812: Miguel de la Grúa Talamanca y Branciforte, spanischer Kolonialverwalter, Vizekönig von Neuspanien

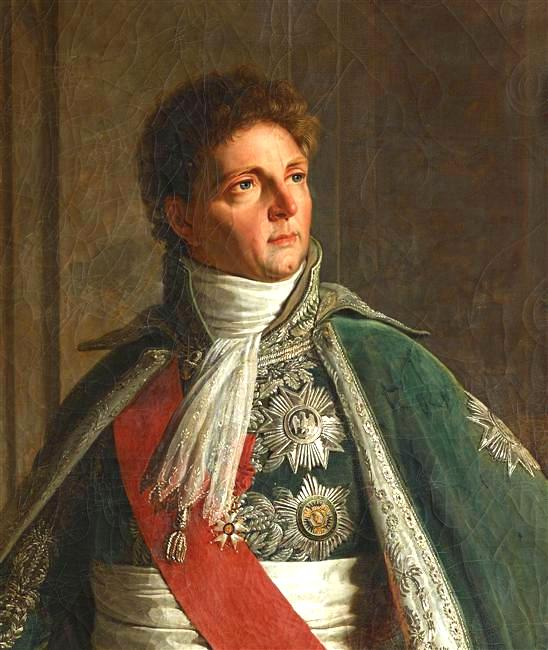
Louis-Alexandre Berthier († 1815)

- 1815: Louis-Alexandre Berthier, französischer General und Marschall von Frankreich
- 1815: James Gillray, britischer Karikaturist
- 1820: August Ferdinand Bernhardi, deutscher Sprachforscher und Schriftsteller
- 1823: Louis-Nicolas Davout, französischer General, Pair und Marschall von Frankreich
- 1826: Johann Friedrich Oberlin, deutscher Pfarrer und Sozialpionier
- 1828: Christian Gottlieb Röckner, deutscher lutherischer Feldpropst
- 1832: Thomas Sumter, US-amerikanischer General im Unabhängigkeitskrieg und Politiker
- 1840: Joseph Anton Dollmayr, deutscher Professor
- 1841: Nicolas Appert, französischer Konditor und Erfinder
- 1841: David Wilkie, britischer Maler

- 1846: Gregor XVI., Papst

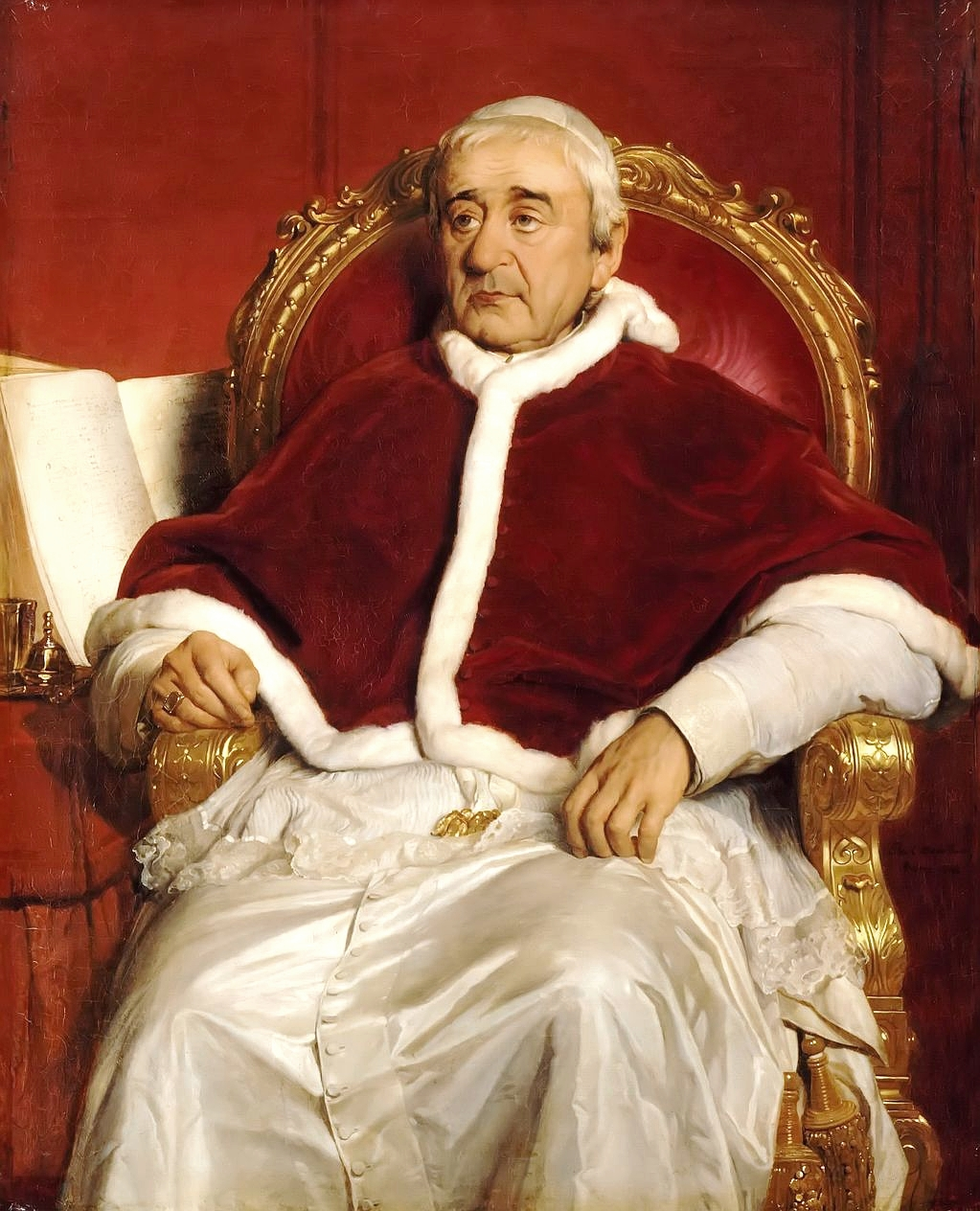
Gregor XVI. († 1846)

- 1854: Josipina Toman (Pseudonym Josipina Turnograjska), slowenische Dichterin, Schriftstellerin und Komponistin
- 1856: Leopold von Arnim, preußischer Generalleutnant
- 1864: Hong Xiuquan, chinesischer Mystiker und Anführer des Taiping-Aufstandes
- 1868: James Buchanan, 15. Präsident der USA
- 1872: John Sandfield Macdonald, kanadischer Politiker
- 1873: Gheorghe Bibescu, Fürst der Walachei
- 1873: Joseph Howe, kanadischer Politiker und Journalist
- 1875: Bellamy Storer, US-amerikanischer Politiker
- 1876: Christo Botew, bulgarischer Nationaldichter und Revolutionär
- 1877: Franz Joseph Aufschläger, deutscher Geistlicher
- 1879: Napoléon Eugène Louis Bonaparte, kaiserlicher französischer Prinz
- 1882: Johannes Zeltner, deutscher Unternehmer, Ehrenbürger in Wittenberg
- 1886: Julius Adolph Stöckhardt, deutscher Agrikulturchemiker
- 1888: Anton Sommer, Thüringer Dialektdichter
- 1891: Nakamura Keiu, japanischer Pädagoge und Übersetzer
- 1894: Auguste Marmier, Schweizer Jurist und Politiker
- 1899: Klaus Groth, deutscher Dichter und Schriftsteller

### 20. Jahrhundert

#### 1901–1950
- 1901: Kosma Terentjewitsch Soldatjonkow, russischer Unternehmer, Mäzen und Herausgeber
- 1902: Auguste Eichhorn, deutsche Frauenrechtlerin
- 1904: George Frederic Watts, britischer Maler
- 1905: Heinrich Lahmann, deutscher Arzt und Naturheiler
- 1912: Daniel Burnham, US-amerikanischer Stadtplaner und Architekt

Anna Schramm († 1916)

- 1916: Anna Schramm, deutsche Soubrette und Schauspielerin
- 1916: François Stroobant, belgischer Kunstmaler, Graveur, Zeichner, Lithograf, Aquarellist und Illustrator
- 1917: Franz Scheiner, deutscher Lithograf und Verleger
- 1918: Richard Faltin, finnischer Komponist und Musikprofessor

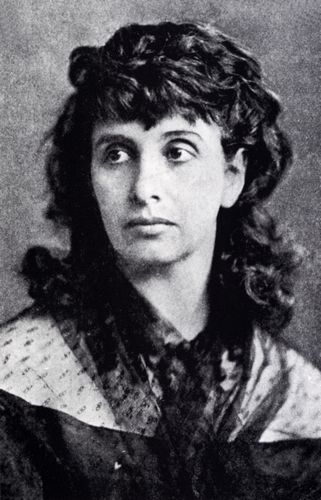
Hedwig Dohm († 1919)

- 1919: Hedwig Dohm, deutsche Schriftstellerin, Frauenrechtlerin und feministische Theoretikerin
- 1921: Robert Rowand Anderson, schottischer Architekt
- 1923: Johann Heinrich Louis Krüger, deutscher Geodät
- 1924: Karl Stoll, Schweizer Gewerkschaftsfunktionär und Politiker
- 1925ː Helen Barnes, US-amerikanische Bühnenschauspielerin
- 1925: Thomas Riley Marshall, US-amerikanischer Politiker
- 1932: Richard Abramowski, deutscher Theologe
- 1932: Bernard Crocé-Spinelli, französischer Komponist
- 1934: Anton Averkamp, niederländischer Chorleiter und Komponist
- 1935: Hermann Bendix, deutscher Pädagoge, Kantor und Komponist
- 1937: Ljubomir Miletitsch, bulgarischer Sprachwissenschaftler, Historiker und Publizist
- 1938ː Henriette Fürth, deutsche Frauenrechtlerin

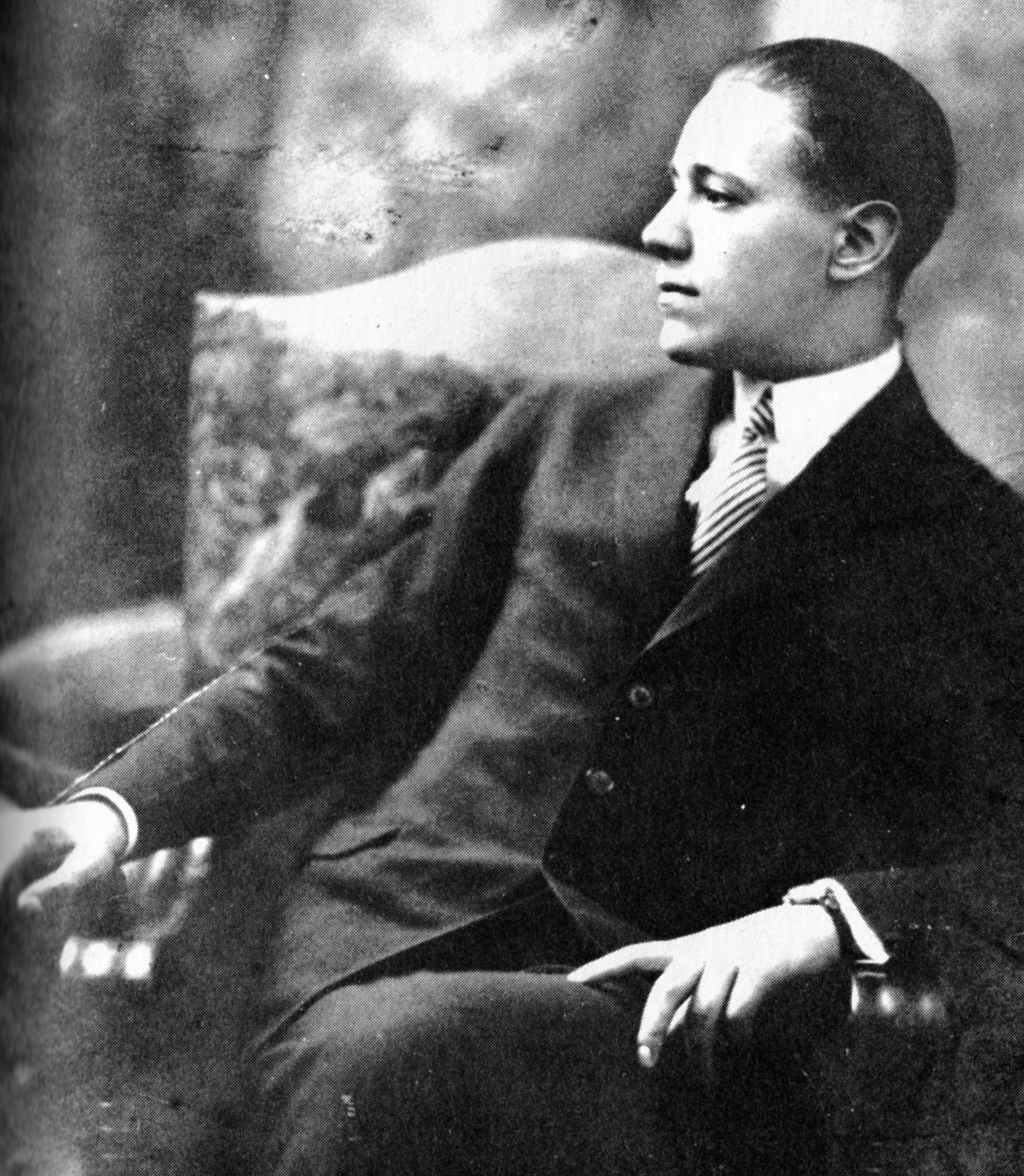
Ödön von Horváth († 1938)

- 1938: Ödön von Horváth, österreichisch-ungarischer Schriftsteller
- 1941: Hans Berger, deutscher Neurologe und Psychiater
- 1941: Kurt Hensel, deutscher Mathematiker
- 1941: Hugh Walpole, britischer Schriftsteller
- 1942ː Grete Forst, österreichische Opernsängerin, Holocaustopfer
- 1942: Lili Grün, österreichische Schriftstellerin und Schauspielerin, Holocaustopfer
- 1942ː Alma Johanna Koenig, österreichische Lyrikerin und Erzählerin, Opfer der Shoa
- 1942: Ernest Pingoud, aus Russland gebürtiger finnischer Komponist
- 1942: Meta Scheele, deutsche Schriftstellerin und Historikerin
- 1942: Vladislav Vančura, tschechischer Schriftsteller
- 1943: Amédée Gastoué, französischer Musikwissenschaftler und Komponist
- 1943: Leslie Howard, britischer Schauspieler
- 1943: Wilfrid Israel, deutscher Philanthrop und Geschäftsmann
- 1946: Ion Antonescu, rumänischer General und Politiker, Diktator, Kriegsverbrecher
- 1946: Mihai Antonescu, rumänischer Politiker
- 1946: Leo Slezak, österreichischer Opernsänger und Schauspieler
- 1947: Carl von Schubert, deutscher Staatsbeamter und Diplomat
- 1948: José Vianna da Motta, portugiesischer Pianist, Klavierpädagoge und Komponist
- 1948: Sonny Boy Williamson I., US-amerikanischer Blues-Musiker

#### 1951–2000
- 1952: John Dewey, US-amerikanischer Philosoph und Pädagoge
- 1954: Martin Andersen Nexø, dänischer Schriftsteller
- 1954: Wilhelm Stapel, deutscher Publizist
- 1959: Sax Rohmer, britischer Kriminalautor und Esoteriker
- 1960: Paula Hitler, Schwester Adolf Hitlers

Adolf Eichmann († 1962)

- 1962: Adolf Eichmann, deutscher SS-Obersturmbannführer
- 1962: Theodor Thürmer, deutscher Forstmann und Jagdschriftsteller
- 1963: Luis Alcaraz, mexikanischer Komponist, Pianist und Sänger
- 1963: Richard Sedlmaier, deutscher Kunsthistoriker und Hochschullehrer
- 1964: Bronisław Rutkowski, polnischer Organist, Musikwissenschaftler und -pädagoge
- 1965: Curly Lambeau, US-amerikanischer American-Football-Spieler und -Trainer
- 1967: Rudolf Appel, österreichischer Politiker
- 1967: Aloys Heuvers, deutscher Maschinenbau-Ingenieur
- 1968: Witter Bynner, US-amerikanischer Dichter

Helen Keller († 1968)

- 1968: Helen Keller, US-amerikanische Schriftstellerin
- 1968: André Laurendeau, kanadischer Schriftsteller, Essayist, Journalist und Politiker
- 1970: Russ Stein, US-amerikanischer American-Football-Spieler und Sheriff
- 1971: Reinhold Niebuhr, US-amerikanischer Theologe, Philosoph und Politikwissenschaftler
- 1971: Klaus Stürmer, deutscher Fußballspieler
- 1972: Fritz Weber, österreichischer Schriftsteller
- 1974: Wilhelm Ahrens, deutscher Uhrmacher, Redakteur und Politiker, Widerstandskämpfer gegen den Nationalsozialismus
- 1975: Friedrich Griese, deutscher Schriftsteller
- 1975: Alois Kieslinger, österreichischer Geologe
- 1978: Erich Auer, deutscher Gewerkschafter und Widerstandskämpfer

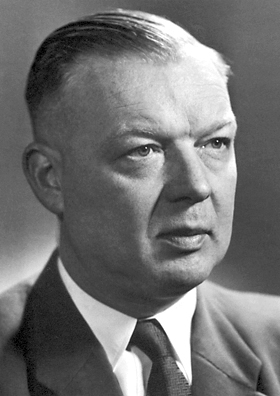
Werner Forßmann († 1979)

- 1979: Werner Forßmann, deutscher Mediziner, Erfinder des Herzkatheters
- 1980: Ernst Metz, deutscher Generalmajor des Heeres der Bundeswehr
- 1981: Jan Zdeněk Bartoš, tschechischer Komponist
- 1981: Carl Vinson, US-amerikanischer Politiker

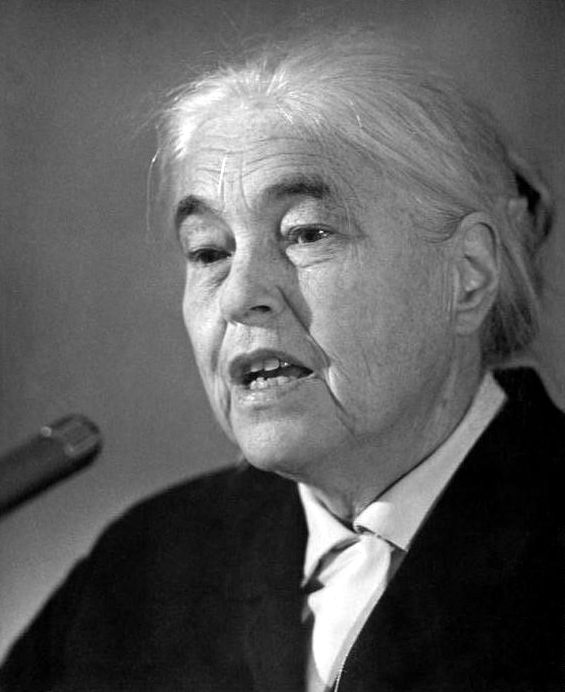
Anna Seghers († 1983)

- 1983: Anna Seghers, deutsche Schriftstellerin
- 1984: Archip Michailowitsch Ljulka, sowjetischer Strahltriebwerkskonstrukteur
- 1984: Heinrich Zänker, deutscher Ruderer
- 1985: Ines Alfani-Tellini, italienische Opernsängerin (Sopran) und Musikpädagogin
- 1985: Gaston Rébuffat, französischer Bergsteiger
- 1986: Jo Gartner, österreichischer Automobilrennfahrer
- 1986: Charles F. Wennerstrum, US-amerikanischer Jurist, Vorsitzender Richter bei einem der Nürnberger Nachfolgeprozesse
- 1987: Khwaja Ahmad Abbas, indischer Filmregisseur, Drehbuchautor und Journalist

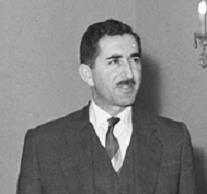
Raschid Karami († 1987)

- 1987: Raschid Karami, libanesischer Ministerpräsident
- 1988: Herbert Feigl, österreichisch-US-amerikanischer Philosoph
- 1989: Irena Dubiska, polnische Geigerin und Musikpädagogin
- 1989: Aurelio Lampredi, italienischer Konstrukteur von Automobil- und Flugzeugmotoren
- 1992: Reggie Tongue, britischer Automobilrennfahrer und Flieger
- 1993: Austin Robinson, britischer Ökonom
- 1994: David Eric Fairbairn, australischer Politiker und Diplomat
- 1996: Don Grolnick, US-amerikanischer Pianist, Keyboarder, Komponist und Produzent
- 1996: Neelam Sanjiva Reddy, indischer Staatspräsident
- 1997: Ruth Atkinson, kanadische Comicautorin und Comiczeichnerin
- 1997: Fred Rauch, österreichischer Textdichter, Kabarettist und Sänger
- 1997: Uladsimir Soltan, belarussischer Komponist
- 1998: Gottfried Dienst, Schweizer Fußballschiedsrichter
- 1999: Christopher Cockerell, britischer Ingenieur, Erfinder des Luftkissenfahrzeuges
- 1999: Gert Ledig, deutscher Schriftsteller

### 21. Jahrhundert
- 2001: Birendra, König von Nepal

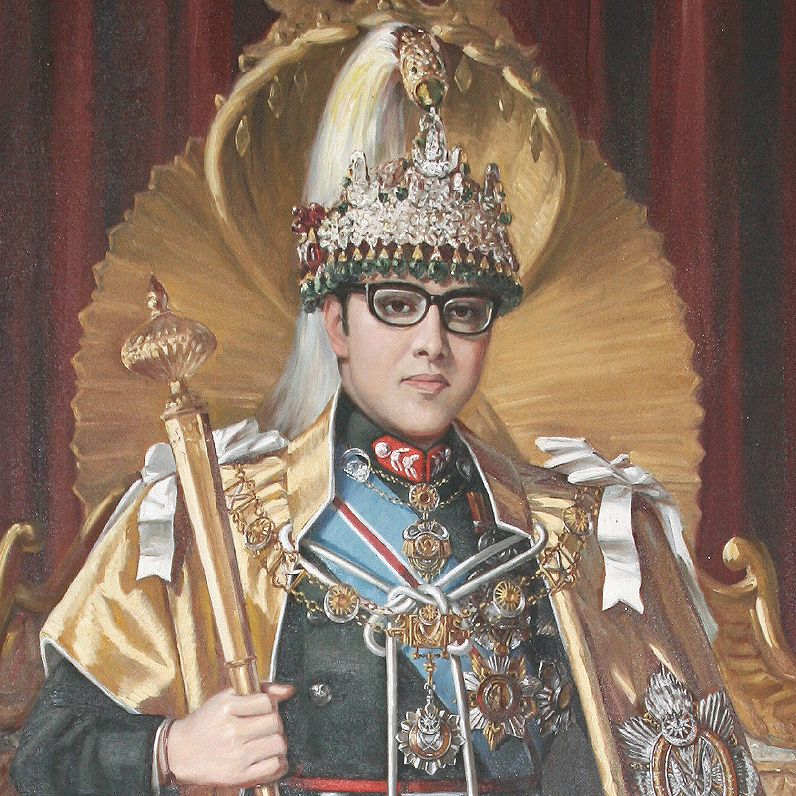
Birendra († 2001)

- 2003: Gerhard Rentzsch, deutscher Hörspielautor
- 2004: Mathias Einert, deutscher Synchronsprecher, Schauspieler und Sportler
- 2005: George Mikan, US-amerikanischer Basketballspieler
- 2006: Frederik Hetmann, deutscher Schriftsteller
- 2007: Warren M. Anderson, US-amerikanischer Rechtsanwalt und Politiker
- 2008: Josef Lapid, israelischer Politiker
- 2008: Yves Saint Laurent, französischer Modeschöpfer
- 2009: Juliana de Aquino, brasilianische Musicaldarstellerin
- 2010: Rosa Arnsberg, Förderin des Verständnisses zwischen jüdischen und nichtjüdischen Deutschen
- 2010: Ōno Kazuo, japanischer Tänzer, Mitbegründer des Ausdruckstanzes Butoh

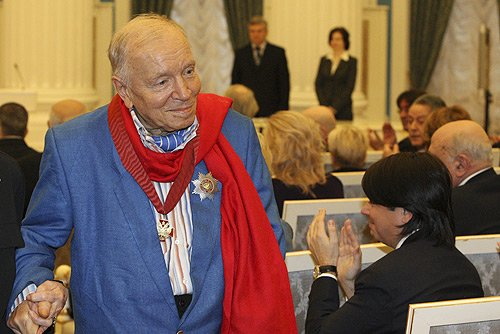
Andrei Wosnessenski († 2010)

- 2010: Andrei Andrejewitsch Wosnessenski, russischer Dichter und Schriftsteller
- 2013: Franz Danimann, österreichischer Widerstandskämpfer gegen den Nationalsozialismus
- 2013: Walther Hofer, Schweizer Historiker und Politiker
- 2014: Karlheinz Hackl, österreichischer Schauspieler
- 2014: Sedat Karaoğlu, türkischer Fußballspieler
- 2015: Charles Kennedy, britischer Politiker
- 2015: Jacques Parizeau, kanadischer Politiker
- 2016: Claus T. Helmig, deutscher Baseballspieler
- 2016: Heinz-Walter Friedriszik, deutscher Fotograf
- 2017: Tankred Dorst, deutscher Schriftsteller

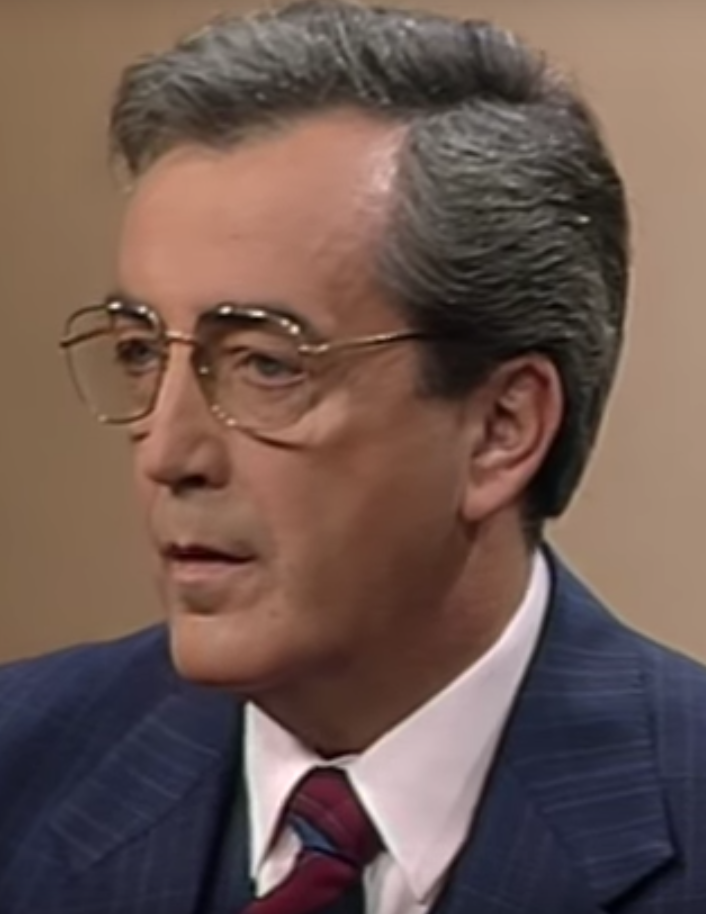
Alois Mock († 2017)

- 2017: Alois Mock, österreichischer Politiker
- 2017: Tom Tjaarda, US-amerikanischer Fahrzeugdesigner
- 2018: Walter Eich, Schweizer Fussballtorhüter
- 2018: Hilmar Hoffmann, deutscher Kulturpolitiker
- 2018: John Julius Cooper, 2. Viscount Norwich, britischer Peer, Schriftsteller und Fernsehmoderator
- 2019: José Antonio Reyes, spanischer Fußballspieler
- 2019: Michel Serres, französischer Philosoph
- 2020: Myroslaw Skoryk, ukrainischer Komponist
- 2021: Amadeus von Savoyen, italienischer Unternehmer
- 2022: Richard Oldcorn, britischer Fechter
- 2022: Joseph Zoderer, italienischer Schriftsteller
- 2023: Margit Carstensen, deutsche Schauspielerin

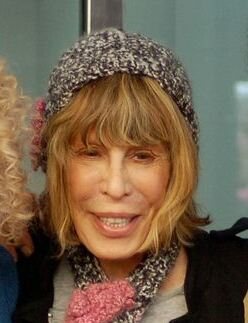
Cynthia Weil († 2023)

- 2023: Cynthia Weil, US-amerikanische Komponistin

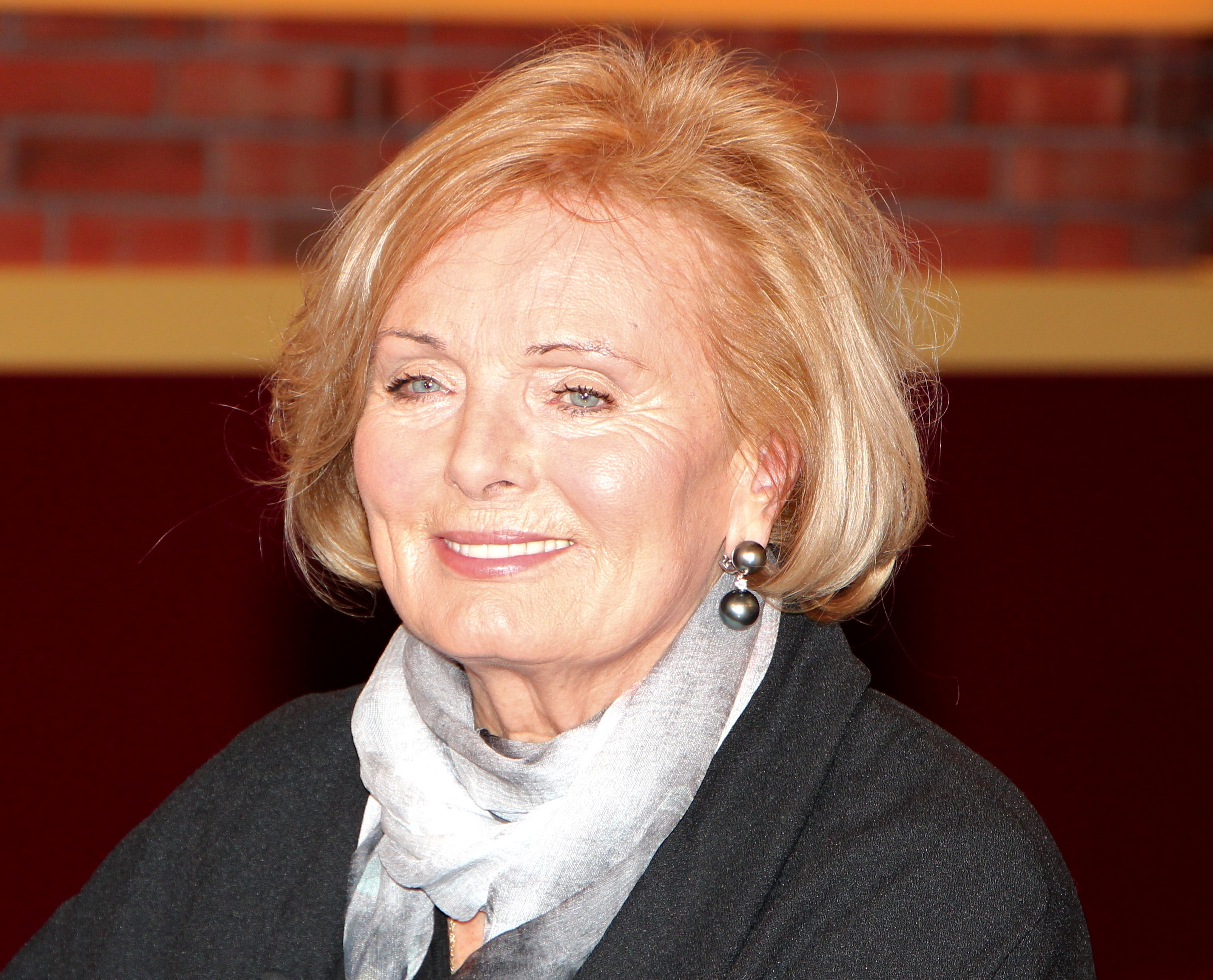
Ruth Maria Kubitschek († 2024)

- 2024: Ruth Maria Kubitschek, deutsch-schweizerische Schauspielerin
- 2025ː Sharon Moe, US-amerikanische Musikerin und Komponistin
- 2025ː Monica Nielsen, schwedische Schauspielerin und Sängerin
- 2025ː Heidemarie Unterreiner, österreichische Politikerin, Abgeordnete zum Nationalrat

## Feier- und Gedenktage
- Kirchliche Gedenktage
  - Hl. Justin der Märtyrer, römischer Philosoph, Theologe und Märtyrer, Kirchenvater und Schutzpatron (evangelisch, anglikanisch, römisch-katholisch, orthodox und armenisch)

- Namenstage
  - Kunibert

- Weitere Informationen zum Tag
  - Internationaler Kindertag (UNO)
  - Weltmilchtag

Weitere Einträge enthält die Liste von Gedenk- und Aktionstagen.